# とんねるずのみなさんのおかげでしたのコーナー一覧
とんねるずのみなさんのおかげでしたのコーナー一覧（とんねるずのみなさんのおかげでしたのコーナーいちらん）では、フジテレビ系列で放送されていたバラエティ番組『とんねるずのみなさんのおかげでした』のコーナー・企画について述べる。

## 新・食わず嫌い王決定戦
1997年6月26日放送開始。石橋が石田弘に「誰でも嫌いな食べ物ってあるよね。そういうのを1個入れといて、将棋みたいな感じで対決させるってできないかな」といった話を持ち掛けた事が企画の発端となっている。当番組においてのとんねるずとゲストとのトークを兼ねたメインコーナーというべき存在である。『とんねるずのみなさんのおかげです』において1995年5月4日にスタートしたコーナー「食わず嫌い王決定戦」のリニューアル版。
開始当初は石橋とゲスト1名の直接対決で木梨は別室で対戦の様子を見守り、解説する（ひやかす）役目だった。その対戦が3週続いた後、今度は木梨がゲストと対戦する予定だったが、木梨自身に嫌いな食べ物がなかったため、急遽、2組のゲストを招き、石橋、木梨それぞれのチームに分かれお互いの嫌いな料理や食材を探り当てるという今の形となる。主に男性ゲストや芸人は木梨側、女性ゲストは石橋側に多く座るが、時には両者とも同性ゲストのみで対決する事が見られた。
ルール
1. ゲストは嫌いな料理1品を含む計4品[注 2]の料理をあらかじめオーダーし、先手→後手の順に相手の料理を1品ずつ指定し[注 3]、トークを兼ねながら試食させる。
2. 4品全て食べ終わったところで相手の嫌いな料理を予想し、色紙に書く（筆入れ）[注 4]。
3. 先手→後手の順にお互いに色紙に書かれた品目を見せ（披露・坂口哲夫による「先（後）手○○（名前）披露!」の掛け声が入る。石橋がその際に「バスン!」と発するのが定番となっている）、「なぜ、そう思われますか?」（海外からのゲストには「Why do you think so?」）、2度目以降は「これはどうしてでしょう?」）の牧原俊幸アナウンサーの問いかけに、予想の根拠を発表する。
4. そして色紙に書かれた料理が出され、ゲスト2組が同時に食べる（この時、坂口による「実食!」の掛け声が入る）。

この際、好きな料理であれば「大好きです（大好き）」（「おいしいです」「うまいです」など）、嫌いであれば「参りました（参った）」（「大っ嫌いです（大っ嫌い）」「ごめんなさい（すみません）」など）と言う。どちらかが「参りました」と言った時点で勝敗が決定。一度目で両者とも「参りました」が出ない場合は延長戦となり、別の料理を予想し、筆入れからやり直しとなる。両者とも「参りました」と言った場合や、最後の1品を残して「参りました」が出なかった場合は引き分け。また、「参りました」は視聴者には解るような描写がなされている。ただし実食せずに「参りました」などいうパターンもある。
ゲストが2人組の場合は1人あたり2品、3人組の場合は3品に減って1人あたり1品（1人が2品、2人が1品ずつの、4品の場合もある）、4人組の場合は1人あたり1品、それ以上のグループの場合は試食するメンバーがあらかじめ決められ、1人あたり1品、計3品か4品試食する。2013年12月12日放送分のももいろクローバーZ対田中将大戦では、当時ももいろクローバーZの所属メンバーが5人であったため1人1品の5品対4品で対戦。さらに、2014年3月27日放送分のタモリ対いいとも!火曜レギュラー戦では、久代萌美（当時:フジテレビアナウンサー）を除くレギュラー6人で参戦したため1人当たり1品の6品対4品で戦う変則的な場合もあった。
コーナーの体裁上、「嫌いな料理を当てられないように大好物のフリをして食べなければいけない」ため、ゲストにはある程度の演技力が求められる。しかし、対決中にあまりにも分かりやすいリアクション（拒否反応）を見せてしまい、その時点で嫌いな料理が分かってしまうゲストも多く存在した（代表例として泉谷しげる・大竹しのぶ・伊藤英明・蒼井優・勝俣州和などが挙げられる）。その中でも特に泉谷と大竹はリアクションが顕著であり、2006年9月28日放送回では同コーナーの400回突破を記念してこの2人が対決する「最弱王決定戦スペシャル」が放送された事がある（結果はどちらも当てられ引き分け）が、7年後の2013年10月31日放送回の再戦では泉谷が勝ったので食わず嫌い最弱王は大竹になった。このため同コーナー内で分かりやすいリアクションをゲストが見せた場合は必ずと言っていいほどこの2人が引き合いに出されていた。また、逆に好きな料理をわざとまずそうに食べたり、変な食べ方をしたりなど異色の演技を見せて相手を騙す出演者（代表例として堺正章など）も多数いた。さらに、料理に使われている食材自体は大好きだけどこの料理に使われると大嫌いになるという異色の食の好みを持つ出演者も存在してなかなか見抜けない対戦相手も多数存在した。
テーブルには各ゲストの料理があらかじめ出されているが、この料理は見本であり、裏ではフードコーディネーター等が在中して料理を調理、相手が料理指定後に出来立てのものを持って来る。
また、木梨チームのゲストが登場するなり、石橋がコップに入った水を机にかけて攻撃することがあったり（大泉洋や志村けんなど）、好きな料理と思われるものを食べさせてもらえなかったり（勝俣州和や笑福亭鶴瓶など）されるなど、ぞんざいに扱われるゲストもいる。
ゲストが実際に食事をすることから箸の持ち方や食べ方がネット等で話題になることもあり、その中にはゲストにとってマイナスイメージが付く回もあった。
ゲストの書いた色紙は不正解の物も含め、番組携帯サイトでの応募により視聴者にプレゼントされる（2004年以前はハガキでの応募）。
コーナー冒頭には、ゲストがお土産（お菓子･軽食類）を持ってくる演出があった（ただし、ゲストがジャニーズ事務所所属タレントの場合は店名を言わず「お気に入りの○○」というぼかした表現が使用されていた）。また、不定期にお土産で美味しかったものをランキングする企画も放送されていた。
2009年7月16日以降はさまざまなコーナーが放送されるようになったため、「食わず嫌い」は特別ゲストやスペシャルのみで行う不定期のコーナーとなった。
筆入れからの進行役は基本的には牧原俊幸が担当するが、スケジュールの都合で伊藤利尋が担当することもある。ハワイで行う場合は進行役がつかずにとんねるずが進行する。
2007年12月13日放送分からは、「実食」で行われる際の坂口の掛け声に合わせて、石橋が「実食!」とアントニオ猪木風に叫ぶのが恒例になっている（当初は叫ぶだけだったが、後に猪木のファイティングポーズをしながら叫ぶ。場合によっては坂口の「実食」を言う前後に言ったり、無言で変顔やポーズをしたり、ゲストにちなんだモノマネをする場合もあった）。もう一つの恒例ネタとしては、1回目の「実食」が終わったときに、石橋がゲストに対し「このスタジオはお化けがでる」と脅し、スタジオ裏からこっそり登場する牧原アナウンサーにビックリするという展開もある。
2010年3月25日の放送ではとんねるずのコンビ結成30周年を記念して、コーナー初のとんねるずがゲストで「石橋貴明vs木梨憲武」が実現した。とんねるずの代わりの司会は所ジョージ（石橋側）とビートたけし（木梨側）が行った。
2013年11月7日の放送では『おかげです』時代を含めた番組25周年記念をして、とんねるずと矢沢永吉が対決した。また、矢沢は番組初出演。スタジオセットもスペシャル仕様となった。
2014年3月27日の放送では同年3月31日で放送終了を控えていた『森田一義アワー 笑っていいとも!』の司会のタモリといいとも!火曜レギュラーの対決が実現した。なお、とんねるずも同番組末期に特別レギュラーとして出演していた。
2018年3月の番組終了に伴い、2017年4月27日に放送された木村拓哉vs杉咲花の回がこのコーナーの実質上の最終回となった。
番組末期のセットは5代目であり、総じて和食料亭風の落ち着いた雰囲気が特徴。また、スペシャルで放送されるときは、通常のセットと異なる特別セットで行われる時がある。
エンディングは服部克久作曲の「エメラルド・モーニング」である。

### 罰ゲーム
2003年11月27日放送分で、敗者となった石坂浩二が当時放送中だったドラマ「白い巨塔」の役柄であった東貞蔵となりフジテレビ内を徘徊させたことが第一回目の罰ゲームとされており 、2004年1月以降から毎回実施。負けたゲスト、スペシャル版などでは引き分けた場合でもゲスト両者がスタジオの隅において、歌やネタを披露させられる罰ゲームを行っている。ただ、勝ったにもかかわらず石橋とのトーク上でのノリなど基準は曖昧である。なお、時間の都合やゲスト両者がお笑い芸人以外の芸能人の場合はやらない時がある。両者不正解で引き分けの場合はスタッフやとんねるずを無駄に使わせたという理由で罰ゲームを受けさせられる。
歌
- ゲストの持ち歌を歌わされる。一番初めにこの罰ゲームをしたのはさだまさし（2002年1月17日放送）で「北の国から」を歌わされた。また、佐々木主浩（2004年11月14日放送）は勝ったが罰ゲームのような勝利の祝（東北高校校歌を歌う）を行ったことがある。最初に二人罰ゲームが行われたのは渡辺満里奈と嵐の二宮和也のときで、『マリーナの夏』&『A・RA・SHI』の2曲メドレーをさせられた。

ダンス
- SMAP、嵐、EXILEなどの音楽ユニットのメンバーが個別で出演した時に行われる。暗いスタジオの隅で一人持ち歌のダンスを踊る。嵐の場合は二宮・櫻井・松本・相葉がそれぞれ負けて（もしくは引き分けて）おり、「おのおので『A・RA・SHI』の振り付けを踊らされてそれを合成して恰も嵐が総出で踊っているように見せる」というもので、櫻井が負けた際は石橋も「後は相葉君と大野君でビンゴか」とその日を楽しみにしている節がある(しかし、同コーナーに大野は出演することなく終了したため、実現しなかった)。また、亀梨和也と山下智久も同じ形態で「青春アミーゴ」をやらされている。

モノマネ
- 俳優がモノマネをやらされる。変な空気になることが多く、その味わいも含めて罰ゲームになっている。

シャドー
- スポーツ関係者がやらされる罰ゲーム。（引退済みの場合は現役当時の）シャドーピッチングやシャドーボクシングをやらされる。

初公開のネタ
- お笑い芸人がやらされる罰ゲーム。テレビ初登場時のネタをやらされるが、その当時は今に比べたら売れていない時代の荒いネタのため、スベる。タカアンドトシはM-1決勝進出時のネタを、劇団ひとりはコンビ（スープレックス）時代のネタを一人でやらされた。また、「石橋貴明vs木梨憲武」の際は木梨は勝利したにもかかわらず「とんねるずの若手時代のネタをやる」という石橋に巻き込まれる形で罰ゲームを行った。

その他の罰ゲーム
- とんねるずとのトーク上で強いられた無茶振りが大半を占める。例として渡部陽一は早口言葉を言わされ、岡村隆史はトーク内で発言した「五反田にある風俗店に『オカダ』の偽名で受付して入店、サービスを味わって退店する」一部始終を再現させられた。香川真司は罰ゲームが思いつかず、悩んだ結果「デビュー以来ずっと好きだった」と語る長澤まさみに本気の告白に踏み切った。
- 伊藤英明はモノマネをしたがとんねるずが満足せず、木梨が強制的に伊藤が嫌いだったくさやを食べさせた。
- ゴールデンボンバー・樽美酒研二は後述の「買う」企画との連携となり、後日850万円のベンツを購入させられた。
- クリスティアーノ・ロナウドはシャツを脱いで上半身の肉体美を披露した。
- 2009年9月24日の放送は、ゲストに爆笑問題を迎え、爆笑問題が負けたが、罰ゲームはフジテレビスタジオで行わず、TBSで行った。これは、当日午後に「サカスさん」(TBSの生放送番組)があり、とんねるずから「サカスさん内で罰ゲームを」と提案された為(当コーナーは午前に収録)。なお、罰ゲームはサカスさんの冒頭で行われた。
- DJ OZMA（2007年12月6日放送）の罰ゲームは、歌ではなくサングラスを外した姿をテレビで初披露した。

### パロディ
人気長寿コーナーである為、他番組やイベントなどで多数のパロディコーナーが行われている。
負けず嫌い王決定戦（とんねるずの生でダラダラいかせて!!）
それぞれ妥協してもいいほど苦手なこと3つと他人には絶対負けられない得意なこと1つを選び、過去にやった経験などを話したり実践して、お互いの絶対負けられない得意なことを当てる。本家と同様で、とんねるずが司会を務める。
偽・笑わず嫌い王決定戦（めちゃ2イケてるッ!）
それぞれ大好きなお笑い芸人4組と大嫌いなお笑い芸人1組を選び、順番にネタを披露させ、お互いの大嫌いなお笑い芸人を当てる。2004年の『FNS27時間テレビ』（フジテレビ系）内で放送された際、とんねるずも出演した（笑わず嫌い王決定戦#対戦結果を参照）。
惚れず嫌い王決定戦（ロンドンハーツ）
それぞれ好みである女性芸能人3人と好みではない女性芸能人1人を選び、順番に紹介したり対面して、お互いの好みではない女性芸能人を当てる。
ヲタ食わず嫌い王決定戦（溜池Now）
それぞれ大好きなもの3つと大嫌いなもの1つを選び、順番に魅力や大好きになったきっかけなどを話して、お互いの大嫌いなものを当てる。
やらず嫌い王決定戦（ゲームセンターCX）
それぞれやり尽くしているゲームソフト4本と一度もやったことがないゲームソフト1本を選び、ゲームの概要やストーリー・ゲームをやった感想などを話して、お互いのやったことがないゲームソフトを当てる。
など
その他、番組以外のさまざまなイベントでは、「歌わず嫌い王決定戦」（音楽バージョン）、「ものまね嫌い王決定戦」（ものまねバージョン）、「イカず嫌い王決定戦」（AV女優バージョン）などの多数のパロディ企画が行われている。
また、放送終了後の2023年8月30日に、TBSテレビ「ラヴィット!」内のオープニングコーナーにて「ラヴィット食わず嫌い王」と題し、BGMやテロップなどが再現された上でこの企画が行われた。

## ほんとのうたばん
1997年6月26日開始。番組開始当初の『食わず嫌い』と並ぶ主要コーナー。石橋が司会を務める『うたばん』（TBS系）のセルフパロディ企画。初期の半年程はとんねるずが当時人気を博していた歌手のプロモーションビデオやライブなどをパロディするコーナーで、パロディ元の歌手本人がゲスト出演することもあった。1998年にKinKi Kidsのパロディでとんねるずの後ろで踊っていた番組スタッフが野猿としてデビューすると、以降の3年間は野猿の企画や情報、歌などを紹介するコーナーとなる。2001年5月に野猿が解散・撤収すると同時にこのコーナーは終了するが、初期のパロディ企画の復活を求める要望が多いということで2002年10月のスペシャルで一夜限りで復活した。また石橋が広末涼子に扮して、「MajiでKoiする5秒前」を歌っていた回の映像は『北の国から'98時代・前編』でドラマの中のテレビの映像としてアップで映し出されていた。2018年3月22日の番組最終回で、「さいごのうたばん」として復活した。
同番組のDVDには諸般の事情でSMAPのみがDISC-2に収録されている。
野猿については野猿を参照。
主なパロディしたアーティスト
- PUFFY  (とんねるず。「渚にまつわるエトセトラ」ボクシンググローブで互いに殴り合ったあと、スタッフ（主にカメラマン）を殴り続ける
- SMAP（石橋がメンバーを4役演じ、草彅剛のみ当時ADの小澤俊一が演じる。石橋と小澤のテンポの違う振付が特徴。）
- CHARA（木梨。奇声で歌う。歌の内容は歌詞テロップで表示された。）
- 広末涼子（石橋。常にドアップで歌い、歯が抜け落ちる。）
- 槇原敬之（木梨。小汚い顔で時折カメラ目線になる。）
- 河村隆一（木梨。「Love is...」では絶叫した途端に顎が外れ、直しながら金魚を口から出すという技を披露。「BEAT」では後半エビフライに揚がり、スタジオで見ていた本人が絶句していた。「Glass」では絶叫し壁が倒れて水におちた。）
- SPEED（スチールカメラマンの半田一道がメンバー4人を演じた）
- KinKi Kids（とんねるず。バックダンサーは番組スタッフであるジャニーズ・シニア。後に野猿としてCDデビューを果たすキッカケとなる。）
- 電気グルーヴ（とんねるず。当時番組APの松村匠がPVの中でアレをするシーンは後々に語り草となった。）
- モーニング娘。（メンバーは女性スタッフで構成され、唯一石橋が混じっている。「モーニング嫌。」と呼ばれた。）

### さいごのうたばん
2018年3月22日放送。番組の最終回の特別企画として復活して行われた。この回では『とんねるずのみなさんのおかげです』時代のレギュラー放送第1回のゲストだった松田聖子と番組から誕生した音楽ユニットである野猿が再び集結して出演して、とんねるずと共にこのコーナーの総集編、番組の傑作コントやPVコント、番組から誕生した音楽ユニット・野猿と矢島美容室の軌跡などを振り返った。番組の終盤ではとんねるずが「情けねえ」を歌唱して、番組を締めくくり、『とんねるずのみなさんのおかげです』時代も含めた約30年の歴史に幕を下ろした。セットは本家終了から8年経っていることもあり、オリジナルのセットが建造された。
この最終回には本番組の準レギュラーであったおぎやはぎ・バナナマンの2組がとんねるずへの花束贈呈で登場したが、オンエアにそのシーンは一切使われなかったことを後におぎやはぎが『クイズ☆正解は一年後』内で明かしている。

## ギャラウォーズ
1997年7月4日開始。

## ノリタケーブルTV
2000年5月4日開始。「ケーブルテレビ風」の演出を施した小コント。コント前後には番組選択画面が表示されるが、選択できるわけはない。
チャンネルパート
- 0ch…アダルトチャンネル（木梨扮する外人女が痴態を繰り広げる。有料放送。）
- 10ch…CDノリTV（「CDTV」のパロディ）
- 12ch…水着でGO！「ダンスでダイヤだ！」（木梨扮する司会者と水着の女性たちが登場する東南アジア風の番組）
- 12ch…ノリタケーブルTV 趣味講座「タンバリン教室」（ゴンザレス田川が講師。後に総集編でも取り上げられた）
- 12ch…緊急スペシャル「カメラは見た！衝撃の瞬間」（アメリカはネバダ州のドライレイクで起こったカーチェイスの果てに起きた意外な展開）
- 15ch…お台場マラソン（野猿のメンバーによるマラソン中継）
- 33ch…笑店（『笑点』の演芸コーナーのパロディ。二遊亭圓落、のり＆ゴテ、青空シュウ、古古今亭憲太郎、ゴーゴー三羽）
- 21ch…バッティングセンターにて（バッティングセンターにやってきたスタッフ3人がゲームをやっている様子をOA。合間に「巨泉×前武ゲバゲバ90分!」のパロディで「ゲボゲボ」のアニメーションが挿入。）
- 21ch…新木曜美術館（「新日曜美術館」のパロディで、司会は阿部知代、画家の憲本小太郎の絵画を紹介）
- 23ch…NORI TV SHOPPING（デモンストレーター・木畑憲太郎があらゆる商品を実演で紹介する。スタジオ形式と海外のテレショップ風の2パターンがあり、前者では磯野貴理子が人気女優の漢字違いの名前の司会者に扮する。取り上げられた商品は板金傷を泡でごまかしただけのスプレーや、使用効果よりも固定パーツの利便性に重点を置いた腹筋マシーンなど。）
- 26ch…秘密警察KATO→国際秘密探偵KATO「KATOの大冒険」（日系インドネシア人のエージェントKATOがあらゆるミッションに挑む。ナレーションも初期は木梨が担当していたが、途中から赤坂泰彦にバトンタッチした。）
- 33ch…そこらで売ってる世界のマジックショー（マジシャン・ハゲチョビン佐々木と娘の彩がマジックを披露する）
- 33ch…名作コントアワー （小港プロデューサーや子供に扮した野猿のメンバーが織りなすベタギャグ。オチには「ドリフ大爆笑」のBGMが使われた。）
- 38ch…ウルトラクイズ決勝戦（選択画面のみのOA）
- 38ch…天気予想「レインボー発 あしたのお天気」（気象予報士の晴田雨男が翌日の天気を適当に予報する）
- 38ch…NCNN（宮川憲二と千野志麻がキャスターのニュースチャンネル。報道センターの安西威三や渋滞情報士として晴田雨男も出演。）

## 博士と助手
博士に扮した木梨と助手の石橋、当時フジテレビアナウンサーであった山中秀樹演じる「ロボ」の2人と1台が未来に悪影響を与えるきっかけとなった「不祥事」をタイムマシンの流星号に乗って過去へ正しに行くというもの。ネタの出所は一応『バック・トゥ・ザ・フューチャー』のようである。「不祥事」のターゲットにはフジテレビ社員も含まれ、ときにはプライベートもネタにされてイジられる。2人と1台のキャラクターは、「ロボ」の「中身」以外、デザインもそのままに「博士と助手〜細かすぎて伝わらないモノマネ選手権〜」へと引き継がれている。

## モジモジくんHYPER → モジモジくん
2000年9月7日放送開始。『おかげです』時代のコーナーの復刻版。銀色の全身タイツを着用し「モジ男」「モジ三」に扮したとんねるずとゲストがゲームに興じる。2001年頃には一時期女性ゲストにはピンクないしは紫の全身タイツを着用させていた時期もあった。使用BGMは『ドミニオン』の楽曲「タンクポリスの懲りない面々」のアレンジバージョンである。『とんねるずのみなさんのおかげです』において1989年2月2日にスタートして番組末期まで定期的に行われていた当番組の最長寿コーナーだった。
アシスタントのおねえさんは2000年-2004年8月は女猿のメンバー（特に小林紗貴）、2004年-2005年11月は駆け出しの女性タレント、2005年12月15日-2011年8月11日および最終回は高橋真麻、2007年10月4日の特番および翌週の続編では香里奈が、2007年12月20日はPerfumeが、2011年10月20日は平井理央、2011年11月3日以降、三田友梨佳が務めた。毎回「モジモジくんHYPER」の「モジ」はゲストの人数分プラスされている（例：ゲスト2人ならモジモジモジモジくんHYPER）。途中から司会・進行役として伊藤利尋が加わった（伊藤がみんなのニュースに移動後は、最終回を除き渡辺和洋が務めた）。
コーナーの進行は最初にモジ男(石橋)とモジ三(木梨)が勢いよく登場して、その後、ゲストも順番に自己紹介しながら登場する。なお、名前もモジっている（例：バナナマン→モジバナナ、おぎやはぎ→モジやはぎ）。全ての出演者が揃ったら全員で「オレたち、モジモジモジモジくん」と言う。そして、おねえさんが一文字ずつ指定して、出演者がその文字から始まる単語や文章を言うが毎回モジ三が何かしらの小道具をセット裏から持ち出して叩いたりするのが定番。その後バックの壁で文字作りをしていく。全ての文字が揃ったら全出演者が作り上げた文字を読み上げる。その後、各ゲームへ進んでいく。各ゲームは放送回によって毎回異なる。また、基本は1ゲームで終了するが、稀にスペシャルとして3番勝負として3ゲーム行われる場合がある。コーナーの最後は司会・進行のアナウンサーが「それでは今日はこれにて」と言い、続けて全出演者が「バーイセンキュー」と言ってコーナーを締めくくる。
また2007年1月25日、2月1日の放送では、かつて『おかげです』で放送されていた「モジモジくん」が復活。ロンドンブーツ1号2号をゲストに迎え、彼らが司会を務める『ザ・ベストハウス123』にちなんで、ロンブーが選ぶモジモジくんのゲーム123を紹介した。さらに、10月4日の特番では、ナインティナイン（『めちゃ×2イケてるッ!』スペシャルの宣伝で登場）をゲストに迎え、モジモジモジモジくんSUPERとして全身金色タイツで放送した。脳カベでは、当時『NUDA』のCMでブレイクダンスを行なっていたモジ岡（岡村）に逆立ちのカベが来て逆立ちをうまく決めハマって落ちていた。
2010年11月11日放送分からはコーナー名を「モジモジくん」、全身タイツの色も黒に戻して原点回帰した。再改題した当初は、放送回ごとに設定されたテーマに基づく罰ゲームを賭けて戦う個人戦ゲームで行なっていたが（ビビリモジモジくん→富士急ハイランドの絶叫マシンに搭乗。気絶モジモジくん→ワサビが大量に入ったわんこそばを食べる。滝セットで3トンの水を浴びる。など）、後に「モジモジくんHYPER」同様の団体戦に戻した。
2011年7月23日には当コーナーで、『おかげです』時代から含め初めて『FNS27時間テレビ』に初めて番組単位で出演した（過去にとんねるずだけで出演したことは数回あり）。なお、コーナー初の生放送で行われた。わさび寿司（めちゃイケチームの勝ち）、たらい（石橋のトラブルでドロー）、脳カベ（みなおかチームの勝ち）の3試合が行われ、結果は1勝1敗1分け（トラブル有り）でとんねるずの大逆転勝利。
2018年3月での番組終了に合わせて、同年1月25日放送分をもって、『おかげです』時代から含めた1989年から約28年続いてきた当コーナーが最終回を迎えた。なお、この回の放送ではとんねるず・おぎやはぎ・バナナマン・タカアンドトシ・錦野旦&カンニング竹山の5組で最強コンビ王決定戦として「激辛ワサビ入りロシアン寿司対決」「古今東西イェーイ!しりとり卓球対決」「脳カベ」の3番勝負で競った。結果、とんねるずが優勝を果たした。また、長寿コーナーの最終回の特別企画として、番組の随所でCM前にコーナーの長い歴史での厳選された名場面をダイジェストで放送された。

### 脳カベ
2006年7月27日放送開始。「モジモジくんHYPER」のゲームの1つ。迫ってくる壁にあけられた穴を、頭を使って通り抜けるという、一種の脳トレコーナー。1人ずつ行い、最後はチーム全員で行う。通り抜けられないと、壁に跳ね飛ばされて後ろのプールに落とされる。多くの場合2チームに分かれ、1チームはとんねるずとゲスト1人または2人（主にお笑い芸人以外の芸能人だが、芸人も含む）の「スターチーム（時にはとんねるずチーム）」、もう1チームは全員ゲスト（主に芸人だが、芸人以外の芸能人も含む）の「四流芸人チーム（時にはどさんぴんチームなど）」である。壁の穴の形は視聴者の応募から出題される場合もある。
壁に空けられた穴は簡単なものから奇妙なもの（あるいは明らかに無理なもの、実は単純なポーズで抜けられる引っ掛け問題も）であり、たまに簡単な壁穴が一方のチーム（特にスター（とんねるず）チーム）に集中することがある。また、四流芸人チームがスターチームに大差をつけられているとき、四流芸人チームが嘆願しもう1回挑戦することがあり、この場合壁の迫る速度が2倍になる。また、司会の伊藤アナが「都会君」という名前で参加したこともある（衣装はスーツのまま）ほか、カメラスタッフ・小林光行（ニユーテレス所属）が「田舎君」という名前で挑戦したことがある。さらにモジホンマン（チェ・ホンマン）が登場した時に迫りくる壁に体が当たり、壁と穴を壊し通過して本人が湯の中に落ちなかったことがある。
2007年4月、このコーナーと類似した（全く一緒と言ってよい）コーナーを持つ番組が韓国で放送していることが分かり、日本のインターネット上でぱくりと騒がれた。しかし、同年4月26日の放送で「リメイクという形で、韓国にもこのコーナーが進出した」と紹介され、7月5日の放送では「世界20か国に進出決定」と報告され、10月4日のスペシャルでは実際に各国の脳カベの模様が放送された。これは、国際的な番組制作・配給会社フリーマントルメディアが、フジテレビからフォーマット（番組企画）を購入し、2012年4月までに45の国・地域でフォーマット販売・放送されているものである（→ 英語版 Brain Wall）。海外展開におけるフォーマットの実質的な所有権はフジテレビではなく、フリーマントルメディアにあり、標準的には『Hole in the Wall』のタイトルで展開されている。海外の視聴者からは、「Human Tetris」（人間テトリス）と呼ばれることもある。
これまでに、現地版が制作・放送されている国・地域は以下の通りである（2012年4月現在）。

## マネーのへら
2002年5月29日放送開始。『おかげです』時代の「へら」を日本テレビ系で放送されていた『マネーの虎』と絡めたパロディー企画で石橋が本家の吉田栄作のように仕切る。若手芸能人がマネー獲得のためにプレゼンし、それに対して関卓也プロデューサー（当時）とベテラン芸能人3名が厳しい言葉を発する場面こそ本家と似通っているが、若手芸能人が行う一発芸で関プロデューサーらが口に含んだ牛乳を噴出させられるかがマネー成立のポイントであった。本家を真似たオープニング（本家の鞄から札束に対しパロディーは鞄から瓶入り牛乳）に出演していたセーラー服姿の少女は沢尻エリカである。

## 〇〇ウィーケストリンク→ドーンゲストリンク
2002年7月18日放送開始。当初は、『ウィーケストリンク☆一人勝ちの法則』のパロディで芸能人の暴露大会。石橋が石田弘プロデューサーのモノマネであるダーイシに扮して司会。また、ゲストにちなんだモノマネをした木梨が末席にいるが、決まって第1ラウンドで退場となる。２回目の7月25日には、暴露大会ではなく、「ものまねウィーケストリンク」として木梨の司会で行われた。当初はスタジオや音楽も本家そのままに使われたが、後に番組フォーマット使用権利が切れたためか2002年年末のグランドチャンピオン大会をもって一旦終了。翌年の2003年2月27日に「ドーンゲストリンク」にリニューアル。以降はドーンゲストリンク（ウィーケストリンクに相当）に選ばれてしまった解答者が、立っている床が抜けて下に落ちる（ゲストをドーンと落下させる）というペナルティが追加された。本家は2002年9月に終了するが、その後もしばらく本コーナーは継続された。

## MONEY WARS ギャラ High&Low
2003年1月30日にスタート。毎回5組前後のゲストが登場して、そのギャラの多寡（年収）の順番を予想するクイズ企画。石橋が解答者となり、牧原俊幸アナウンサー（一時期は佐藤里佳アナウンサーや高島彩アナウンサーの時もあった）と木梨が進行を務める（名義は「マッキー&ノリー」）。
1組目のゲストを基準に、2組目以降のゲストは今まで出てきたゲストの中で誰と誰の間（もしくは一番上、一番下）なのかを予想する。よって、具体的なギャラの金額は公表されず、あくまでも他のゲストと比較した順番という形で発表される。正解・不正解による賞罰は無いが、石橋は一度だけパーフェクトを達成している。ゲストが登場する際のBGMはABBAの『マネー、マネー、マネー』。

## 純喫茶777
2004年3月18日にスタート。あるテーマを元にゲストと石橋、木梨の答えを一致させる価値観ダベりコーナー。一致すると昭和に発売されたアイテムをプレゼント。

## ヨンダーバード
2005年8月25日放送開始。『サンダーバード』のパロディ。『おかげです』時代の「サンバーダード」とは異なり、各種ランキングの1位から4位の順位を当てる。正解すればスリッパ（※サンダーバード2号に似た形のスリッパ形ロケット）が見事発車する映像が出て、お肉券が贈呈されるが、不正解だとスリッパが不発で落ちる映像が出て、自動スリッパ叩き機で頭をたたかれる。隊長は中山仁（開始〜）→小野寺昭（2005年9月〜12月）→谷隼人（2006年1月〜）と度々変更された。秘書は主に女子アナウンサーで回ごとに異なっていた（これまでに中野美奈子アナウンサーや平井理央アナウンサー、阿部知代アナウンサーや高橋真麻アナウンサーが担当）。隊員番号は石橋は1号、木梨は2号（第1回、2回のみ4号）、ゲスト2人は3号・4号（さまぁ〜ずなどがよく登場）。

## 都立グズ商〜亀有と木部
2006年1月19日放送開始。「東京都立グズ商業高等学校」の3年B組の生徒（下記のメイン生徒とゲスト）がオリジナルゲームで一番出来なかった人（グズ）を決め、グズは罰ゲームを受ける。担任は小田原敬（照明担当#スタッフ）。メイン生徒は亀有（石橋、モデルは亀梨和也）、木部（木梨、由来は木梨の母の旧姓）、タイガー（東幹久、モデルはタイガー・ウッズ）、牧原（牧原俊幸アナ）（たまに途中どこかで記録係の大山浩文（カメラマン）がでてくる）。教室セットのイメージは『野ブタ。をプロデュース』をパロディしたものとみられる。担任の小田原はコーナー序盤とコーナー終盤にいつも木部に教室の用具（机など）を投げつけられる。

## トークダービー
2006年7月6日放送開始。かつてTBSで放送されていた『クイズダービー』をパロディとしたトークコーナー。正式タイトルは「石橋貴明のトークダービー」。司会は大橋巨泉に扮した石橋と高島彩（高島のスケジュールの都合から中野、平井、生野が務めたこともあった）。出走馬4人（木梨とゲスト3人）はテーマに沿ったタイトル（お題）を書く。その後出走馬4人のタイトル表示→倍率表示（モニター表示）となる（ここは本家と同じく「倍率ドン!」、最終トークの際には「さらに倍!」とコールされている。なお、かつては特にない時にも「さらに倍!」と言っていたこともあった）。外走ゲスト陣（外走馬）は持ち点1万点からスタートし、一番面白い出走馬1人を予想し持ち点から点数を賭ける（得点表示は横に動くソラリー方式）。正解か不正解かどうかは石橋のツボ次第（というより、石橋の気分と番組予算を考えて）で判定。初期の頃はどんなに面白話でも石橋判断で不正解になることが多かったが、その後はどのトークもほぼ正解で特定の芸人のみ不正解が出るというパターンが多い。なお、木梨のトークはコンビ愛を露骨に出した石橋とのエピソードが主体だが、不正解にされる方が多い。出走開始直後にトークとは無関係の一発芸やネタを披露してしまうと強制終了（不正解）となる。
特に石橋の判断でフジテレビ出入り禁止通告されるタレントもおり、当時フジテレビのレギュラー番組を持っている人も通告された。
外走馬の予想した出走馬が正解したら、賭けた点数が予想した出走馬が表示した倍率で持ち点が倍増し、逆に不正解の場合は持ち点が減る（ただし本家とは異なり、全員が不正解になった場合でも得点は返されない）。賭け方は、ベースとなった『クイズダービー』にならって賭けた時点で点数の減らないブックメーカー方式である。獲得した点に応じて豪華賞品がもらえる。10万点を超えた場合はハワイ4泊6日のペア宿泊券を獲得でき、10万を超える毎にハワイに行ける回数が増えていく（20万点越えなら2回、50万点越えなら5回ハワイに行ける）。
数回木梨が回答者に回った回もあった。

## ムダ・ベストテン
2006年11月16日放送開始。かつて『おかげです』時代初期の裏番組としてTBSで放送されていた『ザ・ベストテン』のパロディとした演芸コーナー。石橋が久米貴明、木梨が憲柳憲子として司会、伊藤利尋が実況をする。有名人が本業において何の役にも立たない特技（ムダ芸）を披露し、ランキング形式で紹介するコーナー。ベストテンに似せたソラリー式のランキングボードを使い、項目と名前は本家と同様縦に動くが、得点は横に動いた。さまぁ〜ずの三村マサカズや、ロンドンブーツ1号2号の亮といった芸人の他、大山のぶ代や三原じゅん子、榎木孝明といった大物俳優・女優が出演することがある。また出演はしていないがC・W・ニコルやムツゴロウ、山本昌（2009年1月22日放送分でスタジオ出演）という名前もある。またランキングボードの3〜4つはすでに開いており、6〜7位からの発表となっている。また本家同様、最後には記念写真があり、その写真は視聴者プレゼントしている。放送開始の第1回目では本家同様に「今週のスポットライト」があり、別スタジオからVTRで放送された。
一旦終了したものの、2016年4月21日放送分で7年ぶりに復活した。
2018年3月での番組終了に合わせて、同年2月15日放送分をもって、2006年から約11年続いてきた当コーナーが最終回を迎えた。最終回ではこれまでのコーナーの歴代出演者が再び出演して、当時披露したムダ芸を記録更新・さらにパワーアップしたもの・別バージョンなどのムダ芸を再披露する内容だったが、前身の『おかげです』のコント「貧乏家の人々」レギュラーであった荻野目洋子も登場し、前年リバイバルヒットを果たした『ダンシング・ヒーロー』を披露している。

## 有名芸能人宅にご宿泊! とんねるずを泊めよう!
2007年6月7日放送開始。当時にテレビ東京で放送されていた『田舎に泊まろう!』のパロディコーナーで、テーマ曲は本家同様、イーグルスの「Take it easy」、ナレーションも同様にバカボン鬼塚が担当している。
開始当初は「石橋を泊めよう!」というコーナーで、石橋が後輩芸人の家に宿泊の交渉をし、成立すれば実際に一泊するというものだった。ただし、成立しないものが多く、「奥さんがいるんで…」（TIMのゴルゴ松本など）といった具合に、同居する家族の反対を理由に断られるケースもあった。2008年2月21日放送分からは木梨と宿泊先ナビゲーター（フジテレビアナウンサーやお笑い芸人）も加わり、『とんねるずを泊めよう!』に改まった。
リニューアル後は同居するタレントの家族への配慮から、エンディングで出演者と訪問先のタレント家族らによる記念撮影で終了するため、実際に一泊している様子は見られない。
とんねるず一行が荷物が入ったランリュックを背負い、目当てのタレントの楽屋などに赴いて、お泊まり交渉をする。その際の“お約束”として（当初は「脅迫道具」）、泊める、泊めないにかかわらず、石橋が電動バリカンで近くにいるタレント（主にお笑い芸人）のもみあげを刈っている。これにはその後の撮影などに支障をきたす恐れもあるため、多くのプロダクションから「バリカンだけはやめてくれ」というクレームを受けているらしく、実際に2009年のクリスマス特番の中で、スタッフが各方面への謝罪に追われているといったナレーションもあった（過去に今田耕司や太田光がバリカンで刈られそうになったが、間一髪で躱してる）。
交渉成立後は当人の家及び実家に行き、家族との交流やパーティを開催する。その際には訪問先でのいたずらが名物となっており、壁への落書き（特に木梨がサッカー選手・ペレのサインを好んでする）やわざと焼き鳥やホルモン焼きなどを焼いて部屋を煙たくすること、動物（ポニー、ヘビ、生きた鯛など）を部屋の中に入れるなどが恒例になっている。
また、エンディングでは本家の「一宿一飯の恩義」と同様に、家族らに大型テレビや有名歌手による「歌のプレゼント」などのフォローを行っている。

## 矢島美容室
2008年5月29日放送開始。開始当初の名前は「とんねるず×DJ OZMA」。「おかげです」時代のコント「矢島工務店」を見て音楽活動を始めたというDJ OZMAと組んで、「女の子にモテる歌」を作る企画。ナレーターは小林清志。打ち合わせと称して飲んで騒ぐだけで一向に曲作りが進まなかったが、2008年9月25日のスペシャルにて新曲発表を行う予定だったが土壇場で決裂。その代わり3人でアメリカで見つけてきたとんねるずとDJ OZMAそっくりの女性グループをプロデュースすることを発表。彼女たちのグループ名を「矢島美容室」として10月29日にCDリリースした。これに前後して、タイアップのロッテ「SPASH」（長澤まさみ、古田新太出演）のCMスポットがオンエアーされた。
また、10月30日にはナインティナインがパーソナリティをつとめる「ナインティナインのオールナイトニッポン」（ニッポン放送系、木曜日25:00 - 27:00）にゲスト出演した。2008年12月20日には、東京の国立代々木第一体育館でライブを行った。2009年6月25日には「真相報道 シタキシャ!」と題し、第2弾シングル「SAKURA」発売後に失踪した矢島美容室をマッコイ斎藤が追跡取材した。そのほかにも矢島関連の企画が多数放送されている。

## 芸能人プライベートクイズ QQQの休日
2009年6月18日放送開始。とんねるずのプライベートをクイズ形式で紹介するコーナー。石橋・木梨が交代で出題者となって休日の過ごし方を紹介するVTRを使って出題。進行は平井理央アナウンサー。解答者は出題者が石橋なら木梨、木梨なら石橋、他にとんねるずにゆかりのある人物が参加。正解すると金の石橋or木梨人形（100点）が解答席の横からせり上がり、正解に近い解答でアシスタントから銀（50点）・銅（30点）の人形が置かれる。全問正解で海外旅行、トップ賞には豪華賞品が贈られる。タイトルは、『おサイフいっぱいクイズ! QQQのQ』（TBS系列）のもじり。

## きたな美味い店「きたなトラン」 - KITANATAURANT - 20xx → きたな美味い店
2009年12月3日放送開始。放送開始時のコーナー名は「きたなシュラン20xx -KITANACHELIN- 汚いけど美味い店」（※20「xx」は西暦の下2桁が入る）「店舗は汚いけれど料理は美味しい『きたなウマい店』」を紹介するコーナー。とんねるず（石橋と木梨がそれぞれゲストタレントおよびフジテレビ女性アナ、「紹介人」の男性お笑い芸人またはフジテレビ男性アナとチームを組む）が1店舗ずつ料理を食べ歩き、料理の味を無星〜3つ星（星は0.5個刻み）で評価・判定、紹介された店に石橋or木梨、2人一緒の場合はとんねるずのサイン入りの星の数を記した認定書と、当番組のスタッフでありエグゼクティブ・プロデューサーを担当している石田弘風にアレンジされたミシュランのキャラクター「ビバンダム」らしき人形がプレゼントされる。
2010年11月4日放送分からコーナータイトルが「きたな美味い店（-トラン）」に変更。キャラクターも調理服を着た石田に変更された。これまで店舗に提供してきたビバンダム風石田人形と認定書の「きたなシュラン」部分にぼかしが入れられていた。翌週11月11日より「きたな美味い店 -KITANATAURANT- 20xx」が正式名となることを発表。略称は「きたなトラン」（きたないレストランの略）となった。2012年11月から9か月放送が無かったが、2013年8月1日放送分からは「スーパーきたなトラン」としてバージョンアップした。
2014年5月から再び約1年ブランクが開くが、2015年4月30日放送分で「帰ってきたきたなトラン」として復活。全体的に『帰ってきたウルトラマン』を意識した演出となり、SEに同番組の音楽が多用されるようになったほか、石田人形のポーズも変更された。
出演者それぞれの衣装は高級感を醸し出す衣装を身にまとっており、石橋はスーツ姿にネクタイを着用、木梨はタキシード姿、ゲストの女性タレントおよびフジテレビ女性アナはドレスアップ姿、「紹介人」はタキシード姿。また、そのお店へ迎かう際には高級のリムジンもしくはサロンバスに乗車をして店舗へ向かう。木梨が判定を担当した店では、ほとんどの場合木梨がサッカー選手のペレのサインを「ペレ1つ」と称して店の壁にペレのサインを落書きするのが恒例となっている（なお、ペレ本人も、2014年4月24日放送分の東京都港区芝の「アミン」訪問時にこのコーナーに出演している）。
今まで紹介したお店の中から厳選してお店の情報・とんねるずが放送で食べたメニュー・放送後の反響等が綴られた本が発売されている。
さらに、特別編として、2012年1月26日放送分では、「“フランス料理店”なのに“ラーメン”が旨い」「“ケーキ屋”なのに“肉まん”が旨い」など、本業以外のサブメニューが美味しい店を紹介する「なのに美味い店『なのにトラン』 - NANONITAURANT - 20xx」が行われた。その他の展開は「きたなトラン」と同じだが、贈られる人形は当番組のスタッフでありプロデューサーを担当しているフライパンを持った安西義裕人形となっている。きたなトランと違い店構えの汚さは条件とされず、店が汚い場合は「『なのにトラン』なのに『きたなトラン』の店」と弄られる。また、2015年9月3日放送分では、深夜（23時〜翌5時）の時間帯に営業している「カロリーなんて関係ない」「油っこいモノなんて関係ない」と、夜中でも食欲が止まらないメニューの美味しい店を紹介する「夜中に行っても美味い店『よなかトラン』 - YONAKATAURANT - 20xx」が行われた。贈られる人形は「きたなトラン」同様、当番組のスタッフでありエグゼクティブ・プロデューサーを担当しているパジャマ姿の石田弘人形となっている。当コーナーの出演者は全員、パジャマ姿で出演している。
番組終了後の2020年に石橋が開設したYouTubeチャンネル「貴ちゃんねるず」では同企画の骨格を引き継いだ「東京アラートラン」が行われている。「新型コロナウイルスが明けたら行きたい店」をテーマにマッコイが紹介する店を石橋が訪問し試食。料理の味はもちろん接客など様々な観点から最高ランクの「OPEN UP」から「ALERT 1」「ALERT 2」、最低ランクの「LOCK DOWN」の4段階で評価し、認定書と共に叱咤激励を送る。

## 庄内平野ニュース
2010年3月11日放送開始。当番組の関連の書籍出版物や、CD、プレゼントなどのお知らせがある時に放送される不定期ミニコーナー。
当番組演出家のマッコイ斎藤の出身地である山形県の県民にとんねるずの情報を知らせるというのが基本コンセプト。山形ローカルの番組という設定。山形弁丸出しのキャスター、酒田倉子（山形県出身のフリーアナウンサー、軽部明香里）が司会・進行を1人で務める。スタジオは一見普通の報道番組のようだが、山形県の郷土品（こけし、将棋の駒など）が大量に飾られている。
酒田倉子がニュースを読み上げると取材VTRへ入る。記者（演出家：マッコイ斎藤）がプロデューサーの太田一平の元へ突撃取材を行うVTRが流れる。記者は一平に対してはかなり強気であり、「なぜ、矢島美容室のPVを貸してくれないのか?」「（山形）県民に情報を伝えろ!」「（山形）県民にプレゼントをよこせ!」など横柄に一平を問い詰める様子が放送される。
2015年4月30日放送分で久々に復活したが（内容は「カンニング竹山がワイキキでかき氷店をオープン」）、この際はマッコイや一平は登場せず、代わりに「竹山シェイブTV」なるチャンネルの外人レポーターが木梨と共に取材する形だった。

## 全落・水落シリーズ
2010年6月24日より放送開始。ゴルフ場のグリーンに見立てた落とし穴に何も知らないターゲットであるとんねるず以外の芸能人達を落とし、その美しさやリアクションを競うドッキリコーナー。解説及びスコアの判定は石橋扮する「世界のAO木さん」、リポーター及び仕掛け人役は木梨、実況は実際のゴルフ中継も担当する塩原恒夫（当時フジテレビアナウンサー）が全大会で務めた（全落の実況を担当するため、F1の実況を断って参加したこともある）。また、矢作は落下後にリポーターに回り、一部ターゲットも落下後仕掛け人として参加する。また、水落プロでは、たまたまロケ地のゴルフ場でレッスン中だった本物の青木功が急遽解説に加わり「青木とAO木のダブル解説」が実現した。
落下後美しさやリアクションに応じ、AO木がゴルフのスコアに則った成績を発表する。最高ランクはホールインワンであり、次点はアルバトロス(以降はイーグル・バーディー・パーと続く)。不甲斐ない場合はボギー・ダブルボギー、ひどい場合にはトリプルボギーやダブルパー（4オーバー）、またはOBとされ、余りにも酷かった場合は放送上でダイジェスト扱いになったり（第6回の大地が該当）、失格を言い渡されたりする（第13回のワッキーが該当）。ただし、AO木がホールインワン判定を下した事は1度もない（後述の第12回のゴルゴ松本が唯一のホールインワンであるが、エンディング後のエキシビションのため、塩原アナの実況内でのコールのみであり、正式な記録ではない）。このような方式で行い、個人戦の場合は全出場選手の終了時でスコアの一番良い選手、団体戦の場合はスコア合計の少ないほうが優勝となる。優勝した選手（団体戦の場合は最優秀選手）には優勝カップと優勝ジャケット(全落時は緑／水落時は青)が贈られる。万が一、トップが複数いた場合にはプレーオフの同点決勝は実施せずにAO木の判断によって優勝者（最優秀選手）を決める。また、落とし穴に気づいてしまった場合や落下しなかった場合、落下時のリアクションが面白く無い場合は「打ち直し」として気付いた状態で再度落ちてもらう。
また、最多出場の小木は、なかなか穴に落ちないなどの失態を繰り返すため、第9回を除いて常にボギー以下と冷遇される事が定番となっており、また同コーナーにおける「オチ枠」となっていた。第10回まで連続出場していたが、本人曰く「今後は海外メジャーにしか出場しない」として、第12回ではリポーターに回ったが、以降は国内大会でも再び参戦させられている。
第4回大会後、石川県で一般人による落とし穴の死亡事故が発生したため開催されなかったが、第5回大会から第10回大会までは「水落（すいらく）○○」として落とし穴の中に水を張ったり、湖やプールに落とすように変更された。第11回大会からは再び「全落」形式に戻されている。
2018年3月での番組終了に合わせて、同年3月15日放送分をもって、2010年から約8年続いてきた当コーナーが最終回を迎えた。なお、この回の放送ではこれまでのコーナーの歴代常連出演者が再び出演して行われた。
主なホール（落とし穴）
- 着いてすぐ落ちホール

落とし穴のすぐ横に移動車が到着し、外に出ようと一歩踏み出した瞬間に落下する。毎回一人目か二人目に仕掛けられており、矢作兼はもはや常連である。
- 椅子落ちホール

椅子に座った瞬間脚が壊れ、そのまま後ろに控える落とし穴に落下する。しかし、第3回では小木が椅子に座っても壊れなかったことで打ち直しになっており、それ以降同様のケースを「小木くん」と呼ぶようになった。丘の下に池がある所で丘の上に壁を設置し、その前に置かれた椅子に座ると椅子が壊れて壁を突き破り、ジャンプ台を滑り落ちて、池に浮かべられた旗の立ったカップを模したセットに飛び込むという形のこともあり、第12回でエンディングを撮った後に仕掛け人として来ていたゴルゴ松本に木梨がダメ出しをするという体でこのホールを仕掛けたら、ゴルゴが頭からカップに飛び込んだため、出演者、スタッフ全員が驚いていた（判定はホールインワンに相当するのだが、エキシビションのため、塩原アナの実況で伝えられたのみで、正式な記録ではない）。
- ベンチコースター落ちホール

最高速度は20km/hだが体感速度はその3倍の60km/hと言われる25ｍのレールホール。一見すると普通のベンチまたは椅子だが、ターゲットがそこに座るや否や急発進し湖に突き落とす大掛りな装置となっている。木梨曰く、製作費は総額900万円とのこと。
- 突き落とし系

仕掛け人（もしくはセット）が直接ターゲットを突き落とす系統のもの。木梨が大工の棟梁に扮し、角材（に似せて作った発泡スチロール）をぶつけて落下させたり、越中詩郎がヒップアタックで直接カップインさせるなどがある。セット形式では大工の棟梁人形が回転して丸太をぶつける、イブラヒモビッチ人形が回転してボレーシュートよろしくぶつかるといったアレンジが加わることもある。高橋みなみとMAXに行われた、製作費が総額600万円とされる「水中神社鐘突き落ちホール」もあり、こちらは鐘突きの要領でターゲットを水中に落下させるものとなっている。
- 連続落ち系

一度落とし穴に落下し、安心したところにもう1回落とし穴に落ちる「ダブル落ちホール」を始め、さらに3回落ちる「トリプル落ち」、「クアトラプル落ち（4回落下）」などもある。特に竹山は4連続で落ちた後寒さと恐怖で錯乱し、さらに落とし穴に自ら2度落下。錦野をも超える「6連続落ち」を達成した。第10回では岡村隆史が新記録となる「7連続落ち」を達成したが、世界のAO木さんから「リアクションが素人だ」と酷評され、ダブルパーの判定となった。
- 大玉落ち系

ターゲットの死角から大玉が迫り、ターゲットに衝突し落とすというもの。指原莉乃にはセンターポジションを担当したAKB48「恋するフォーチュンクッキー」に乗せて踊るが、途中で鉄球（大きなビニールボール）が指原を直撃して落とし穴に落ちる「恋チュン鉄球落ちホール」が行われている。第10回では小木に対して「小木休大玉落ち」が行われたが、この際は2度の打ち直しの末大玉（発泡スチロール製）が割れてしまい、またしても小木が大失態をさらす羽目となり、ダブルパーの判定が下された。
過去の大会
| 回数   | 大会名                 | 放送日                | 開催場所                             | 優勝者                        |
| ------ | ---------------------- | --------------------- | ------------------------------------ | ----------------------------- |
| 第1回  | 全落オープン           | 2010年6月24日         | 東京ドイツ村                         | マイコーりょう                |
| 第2回  | 全落プロ               | 2010年8月12日         | 箱根園                               | 日村勇紀                      |
| 第3回  | 全落ハワイアンオープン | 2011年1月6日          | アメリカ合衆国ハワイ・クワロアランチ | 錦野旦                        |
| 第4回  | 全落女子オープン       | 2011年3月31日         | 沖縄・カヌチャリゾート               | IKKO                          |
| 番外編 | 全落スペインオープン   | 2011年3月31日         | -                                    | なし                          |
| 番外編 | 全厄オープン           | 2011年10月27日        | -                                    | なし                          |
| 第5回  | 水落オープン           | 2013年6月27日         | 東京ドイツ村                         | 錦野旦(2度目)                 |
| 第6回  | 水落マスターズ         | 2013年9月26日         | 箱根園                               | 指原莉乃                      |
| 第7回  | 水落プロ               | 2014年3月27日         | 沖縄・カヌチャリゾート               | 指原莉乃(2度目)               |
| 第8回  | 水落軽井沢オープン     | 2014年7月3日          | 長野・軽井沢タリアセン               | カンニング竹山                |
| 第9回  | 水落ハワイアンオープン | 2014年12月25日        | アメリカ合衆国ハワイ・クワロアランチ | カンニング竹山(2度目)         |
| 第10回 | 水落ライダーカップ     | 2015年7月2日          | 東京ドイツ村                         | めちゃイケチーム (鈴木紗理奈) |
| 第11回 | 全落九十九里クラシック | 2016年5月26日・6月2日 | 九十九里浜                           | ダレノガレ明美                |
| 第12回 | 全落オーガスタ         | 2016年6月23日         | 東京ドイツ村                         | IKKO(2度目)                   |
| 第13回 | 全落芦ノ湖クラシック   | 2017年1月5日          | 箱根園                               | 髙嶋政宏                      |
| 第14回 | 全落ハイサイクラシック | 2017年3月23日         | シェラトン沖縄                       | カンニング竹山(3度目)         |
| 第15回 | 全落ファイナルオープン | 2018年3月15日         | 東京ドイツ村                         | IKKO(3度目)                   |

## ○○、××を買う。
2011年1月6日放送開始。コーナータイトル名の「○○」には商品購入者名、「××」には購入した物が入る（例として「日村、時計を買う。」など）。通称「買うシリーズ」。
2010年11月18日放送の「QQQの休日」のコーナーでマッコイ斎藤（当番組演出家）に高級腕時計を強引にとんねるずが買わせたことをきっかけとして始まったコーナー。ターゲットであるとんねるず以外の芸能人（大抵はお笑い芸人だが、芸人以外の芸能人も含む）を強制的に連れ出し、高額商品を強引に買わせるパワハラに近いコーナー。
主に別のロケやコーナーの収録だと聞かされ、楽屋で待機しているターゲットを強制的に連れ出したり、「きたなトラン」などのロケの進行と偽って高級店に連れていく。店内では様々な商品を紹介しながら購入を促し、最終的に気に入った商品に対して、とんねるずからの「買いますか?買いませんか?」との問いかけに自らの意思で購入を決定してもらう。
主に購入する物は時計（日村、有吉、伊藤英明、スギちゃんなど）、スーツ（バナナマン、おぎやはぎ、伊藤アナなど）、車やバイク（日村・タカ（タカアンドトシ）のポルシェ、樽美酒研二のベンツ、狩野英孝のレンジローバー）など。また、自分への品物以外では家族へのプレゼント（さまぁ〜ずの妻への指環や、山里亮太の両親への旅行など）、ドラマ共演者への差し入れ（大泉洋のマグロ・クエ・寒ぶり・アンコウ、松田翔太の牛肉）、投資を目的とした購入（小木の「金を買う」シリーズ、竹山のハワイでのシェービングアイス屋経営権）などがある。
単品での最高額は日村のポルシェで1599万円。また、1人で2000万円以上購入している日村は番組内で「キング」と呼ばれている。
ただし、伊藤アナや山崎アナなど会社員であるフジテレビアナウンサーに対してはプレゼントという形で肩代わりを行ったり、不要なカー用品まで買わせてしまったタカに対してはとんねるずからお祝い金として全額が返金。また、矢作の新婚旅行に対しては旅行の一部撮影を条件に、結婚祝いとしてとんねるずが全額負担した。
また定期的に総集編「アフタースペシャル」として、これまでの購入を振り返ったり、その後に起きた話などを紹介する。
コーナータイトル名は第1回当時に放送されていたフジテレビ系ドラマ「フリーター、家を買う。」のパロディとなっており、オープニング部分に西野カナの『君って』、VTR中に『フリーター、家を買う。』のBGM、CM前やラストに嵐の『果てない空』が使用されている。
さらに、逆バージョンの特別編として、2016年11月10日には芸能人は人気商売故、売りたいものがあっても質屋やリサイクルショップに行けないという仮説の下、芸能人の自宅にとんねるずが査定のプロを連れて訪問する「あなたのお宝いくら? 鑑定 売るシリーズ」が行われた。その中で相手やとんねるずが見つけた売りたいお宝をその場で査定してもらい、買い取り額に納得すればその場で商談成立となる。
買い取った商品は視聴者に対し購入の応募がかけられ、後日番組での公開抽選で当選した人が買い取り額での購入をすることができる。
なお、とんねるずとアナウンサー以外の女性タレントはこのコーナーで一度も高額商品を買っていない。
このコーナーでの支払総額は1億3793万7885円である事が「とんねるず大反省会」で判明している。

## 男気ジャンケンシリーズ
2011年9月8日より放送開始。当初は「前略、道の駅より」というタイトルで行われ、その後「男気ジャンケン 大人買いの旅」に改題。とんねるずを含む男性タレント達で日本各地（改題前は道の駅限定）に行き、商品を大量購入（通称「男気買い」）を行い、地域経済の活性化を促すロケコーナー。
コーナー進行は「男気司会（メンバー兼任）」として主に矢作が担当。「男気大好きアシスタント」として、本田朋子（フリー後も継続して出演）。
主な男気メンバー（参加者）として、とんねるず、日村、有吉、小木、哀川翔、清原和博（休業前まで）、小川直也、秋山成勲、佐々木健介、篠原信一、宇梶剛士、RED RICEなどがレギュラーとして参戦。その他にも、ドラマや映画などの宣伝で出演するゲストが参戦する。
コーナーに使用されている楽曲は、タイトルの元ネタとなっている一世風靡セピアの「前略、道の上より」や、コーナーテーマソングとなっている湘南乃風の「覇王樹」など。
ルール
- 商品を購入する際は「男気ジャンケン」を行い、最後まで勝ち残った1人がその商品を全て自腹で購入し男気を見せる。これを繰り返し、1回の放送にて男気ジャンケンにより一番多く払った人がチャンピオンとなる。また、メンバーが関東出身・関西出身等で分かれている場合は各軍団の合計支払額でも勝負を行う。
  - ただし、この方法では決着が非常につきづらいため、北海道大会からは基本的に「グループ戦」(参加者を数グループに分かれ予選を行い、各グループ勝者が決勝戦を行う）、「トーナメント戦」（くじ引きで決まったトーナメント通りに1対1の勝負で勝ち進んでいく)、「勝ち抜き戦（参加者を半々に分け1対1でジャンケンし、勝てば残り、負けた方は次の人へ交代。相手のアンカーを倒した際の勝者が支払。）」が行われる。また、全員一斉ジャンケンの場合は「あいこの際、1人だけの手の人がいた場合、決着が着かなかった責任を取り支払」というルールが追加された。なお、商品をもの凄く欲しいという場合には、ジャンケンせずに商品を購入する事や、限られた人数で短期決戦を行うこともある。
- 参加者は黒のプラスチック製男気バッジを付けるが、チャンピオンは優勝1回につき1個の金の男気バッジを付けることができる。出演者間では優勝経験者を「幹部」と呼び、3回優勝すると「大幹部」としてチャンピオンリングが贈呈される。また、FNS27時間テレビスペシャルではスペシャルバージョンの白銀の男気バッジが贈られた。
  - あくまでも「男気を見せる企画」のため、ジャンケンで勝って購入出来る場合は喜び、負けた場合は悔しがらなければならないが、「道の駅」では購入する商品は大量の飲食品や土産物、その道の駅で全く人気の無い商品や長年売れ残っている商品など、普通に考えれば自腹を切って購入したくないものばかりだった。「大人買いの旅」では自由に商品を選べるなどある程度購買意欲が増すものが商品となっている。なお、この企画で購入した大量の商品の一部は、抽選に当たった視聴者へのプレゼントとされる。
  - 熊本大会より、新ルールとして「男気タイム」が導入された。通常は男気のない言動をとってもケツバットは執行されないが、太鼓の音がした時点で男気タイム開始となり、男気のない言動をとるとケツバットが執行される。もう一度太鼓の音がするとそこで男気タイムは解除される。これを利用して、一旦は商品をいらないと言って次の店に行こうとしたところで男気タイムとなり、戻って賞品を購入しようとするやりとりが恒例となっている。なお、このルールが導入されたのは出演者がケツバットの執行を恐れて口数が少なくなった為であるが、男気タイム外でもアシスタントへの度の過ぎた暴言があるとケツバットが執行されたことがある。
  - 京都大会より、メンバーがそれぞれ値段を気にせず好きな物をセレクトし、その総額をジャンケンで支払うコーナーが導入された。当初は本田アナは除外されていたが、軽井沢大会以後は「フリーになってたくさん入るようになった」ということで、本田アナの分が料金に入っている場合は本田アナも男気ジャンケンに加わってもらうことになった。

ケツバット
- 道中で男気がない言動を行った場合、男気注入としてケツバットが執行される。主に、「ジャンケンに勝ったのに喜ばない、落ちこむ、涙目になる、逃げる」「ジャンケンに負けたのに喜ぶ」「言い訳をする、商品やほかの出演者に暴言を吐く」「自分勝手な行動をする」などが挙げられる。また、番宣を行った場合もケツバットとなっていたが、その後は「1万円の男気払いにつき宣伝タイム1秒」となった。当初は執行人がいて執行前に「男気、注入します！」と宣言していたが、現在は清原・新庄など野球経験者が宣言なしで担当している。また、本田及び女性陣に対しては小木や日村が行う。2012年の27時間テレビでは「ケツバットでは生温い」という事で、ケツバットに代わって一部商品の強制購入が義務づけられる上、その分はランキングから除外。2015年の27時間テレビは会話中に茶々を入れ過ぎた場合、所持金から石橋が雑にいくらかを抜き取るという罰となった。
- また、ケツバットやビンタで吹っ飛ばされた際や他の出演者によって押された際に商品を破損した場合は弁償となり、支払総額にはカウントされない。

『FNS27時間テレビ』では当コーナーが過去2回行われており、2012年7月21日に放送された『FNS27時間テレビ2012』ではコーナー初の生放送で行われた。2015年7月26日に放送された『FNS27時間テレビ2015』では逆バージョンの特別編として「女気ジャンケン」が行われた。
2017年6月15日の放送ではリニューアルとして「ジェントルジャンケン 全国商店街活性化の旅」を始動。全国の商店街にメンバーが出向き、店の商品を「ジェントル買い」していくという趣向で、アミダやジェントルウォッチ（体内時計）などジャンケン以外の方法でも支払者を決めていく方式がとられたが、同年9月21日の放送では視聴者から「何か、ちょっとしっくりと来ない…」という意見が多く寄せられたことにより「男気ジャンケン・最終章」というコーナータイトルに変更と共に元のコーナーに戻った。
2018年3月での番組終了に合わせて、同年3月1日の放送では「男気ジャンケン最終章」と題したコーナーの最終回が放送された。レギュラーメンバーにゲストの小栗旬・綾野剛を加えた出演者で行われた。また、このコーナーでの支払総額が4000万円以上であることも発表された。
前身企画は、2008年7月17日放送の「男の歩き方」で、とんねるず、勝俣、石原良純、ゴルゴ松本、遠藤章造をメンバーに、伊豆修善寺を舞台に行われた。ここでのルールは、旅行にかかった飲食代、娯楽費、宿泊代等を全員分払う。自腹はジャンケンで負け残った人、男らしくない発言をした場合は千円の罰金を支払う、というルールだった。

## 2億4千万のものまねメドレー選手権
2011年11月24日より放送開始。このコーナーのルーツは「石橋貴明50thバースデーパーティー」にて日村勇紀が郷ひろみの「2億4千万の瞳-エキゾチック・ジャパン-」でものまねメドレーを余興披露したことにある。ルールは「2億4千万の瞳-エキゾチック・ジャパン-」の1コーラスの中に最低でも5人の有名人のものまねを組み込んで披露して優勝を競うコーナー（例外として、第5回ではゆうたろうがシチュエーション違いの石原裕次郎のものまねのみで挑み、第9回ではジャッキーちゃんがシチュエーション違いのジャッキー・チェンのものまねのみで挑んだ）。何らかのものまねを披露していることが最低条件であるので、必ずしも歌詞通りに歌う必要はなく、楽曲をBGM代わりにして、歌詞とは全く関係のないセリフを喋ったり、歌わずに顔ものまねのみを披露するのも可。日村を「暫定チャンピオン」とし、日村に挑む挑戦者という形で有名人が登場する。
挑戦者は、安定したモノマネ芸を持つ神奈月・中川礼二・原口あきまさ・松村邦洋や、女性モノマネ芸人の福田彩乃・ミラクルひかる・やしろ優、細かすぎて伝わらないモノマネからは古賀シュウ・博多華丸・花香よしあき・高田紗千子・山本高広・民秋貴也・みかん・ゆうぞう・エハラマサヒロ、そしてものまね四天王のモト冬樹（元ビジーフォー）と栗田貫一、コロッケ（2024年10月19日放送の特番で初出演を果たす）に加え、関根勤・小堺一機・ノブ&フッキー・いっこく堂などのベテラン・大御所芸人も出場している。それに伴い、フジテレビ系『ものまね王座決定戦』『爆笑そっくりものまね紅白歌合戦スペシャル』と日本テレビ系『ものまねグランプリ』のものまねタレントが共に出演している。そのため、肝心の「暫定チャンピオン」であるはずの日村のものまねのクオリティの低さが露呈され、しばしばその事で審査員に突っ込まれたり冷たくあしらわれる事がパターンとなっている。
また、大地洋輔（ダイノジ）は大のとんねるずファンとして参戦しているが、待機中に石橋から熱いお茶をかけられたり、とんねるずへの熱い想いを伝えようとして断られるのが定番となり、ものまねも日村並に低レベルであることから、日村と同じく冷たいあしらわれ方をされている（第5回は前から決まっていた仕事（地方営業）のため、不参加）。また、「抱きしめてTONIGHT」大会では、自身が最も得意な近藤真彦のものまねを披露すると強制終了（カット）と事前に宣告していたが、登場からいきなり近藤真彦のものまねを披露したため宣告通り強制終了した。そして最終的には日村が優勝し、ウィニングランと称してアンコールを披露しようとするも、途中で帰っていく他の出演者達から置いてけぼりにされる事（という演出）が毎度のオチとなっている。第5回では5回優勝したことで日村がベストジーニスト方式で永久チャンピオン扱いとなったが、第6回もトップバッターで出演した。
第6回大会には郷ひろみ本人が審査員として出演した（本人のものまねをしたのは日村のみ）。前回不参加だった大地は謝罪を込めて参加するも、罰としてイントロでとんねるずに音楽を止められ終了した。またもチャンピオンに君臨した日村はウィニングランと称して郷と熱唱するも、日村自身は恐れ多いと隣で踊りとシャウトのみで歌わなかった。
2014年10月2日放送のグランドファイナル大会が開催。大地は北海道営業のため欠席だったが、営業先から中継を結んでなネタを披露しようとするも、とんねるずが拒否をして中継が終了。コーナー終了後、中継されている事を知らずスタッフに愚痴をこぼす大地の姿に、とんねるずは笑っていた。また椿鬼奴はRGとタッグを組み出場。日村の全勝連覇で幕を閉じた。
2015年12月24日放送の第8回大会では日村がトップバッターを務める流れに飽きたため、福田がトップバッターを務めた。またダイノジ大地は自宅でくつろいでいるところをゲリラ中継され、途中で中継を切られたり、突発的に中継が再開されるなどグダグダの展開となったが初優勝となった。
2017年11月30日放送の第9回大会は2年ぶりの開催で、日村は殿堂入りを果たして同大会に見届け人として出演していたが、全出場者の演目が終了した後に自分は見届け人ではなく本当はパフォーマーであることを手紙で事前に告知して、大トリという形で披露した。結果、日村が優勝を果たした。
同じ曲ばかりではなくたまには気分を変えるために、2014年5月29日の放送では田原俊彦の「抱きしめてTONIGHT」を使用した「抱きしめてTONIGHTものまねメドレー選手権」、2016年12月15日の放送では少年隊の「仮面舞踏会」を使用した「仮面の舞踏会ものまねメドレー選手権」と、他の楽曲で行う特別編が行われる場合がある。結局は、日村が優勝する。
- 司会：設楽統（バナナマン）、加藤綾子（第1、4、6回、FINAL、第8回）、平井理央（第2回）、本田朋子（第3回）、山﨑夕貴（第5回、抱きしめてTONIGHT）、堤礼実（仮面の舞踏会）、小澤陽子（第9回）
- 審査員：石橋貴明、木梨憲武、YOU（第1、2、5回）、持田香織（第3回）、天海祐希（第4回、FINAL、第8回、仮面の舞踏会、第9回）、郷ひろみ（第6回）、向井理（抱きしめてTONIGHT）、小栗旬（FINAL） 、福士蒼汰（仮面の舞踏会）
- 優勝者：日村勇紀（バナナマン・第1回〜第7回、第9回、抱きしめてTONIGHT、仮面の舞踏会）、大地洋輔（第8回）
- 出場者

| 順番 | 第1回 （2011年11月24日） | 第2回 （2012年2月16日） | 第3回 （2012年6月7日） | 第4回 （2012年11月29日） | 第5回 （2013年5月9日） | 第6回 （2013年10月24日） | 抱きしめてTONIGHT （2014年5月29日） | FINAL （2014年10月2日） | 第8回 （2015年12月24日） | 仮面の舞踏会 （2016年12月15日） | 第9回 （2017年11月30日） |
| ---- | ------------------------ | ----------------------- | ---------------------- | ------------------------ | ---------------------- | ------------------------ | ----------------------------------- | ----------------------- | ------------------------ | ------------------------------- | ------------------------ |
| 1    | 日村勇紀                 | 日村勇紀                | 日村勇紀               | 日村勇紀                 | 日村勇紀               | 日村勇紀                 | 日村勇紀                            | 日村勇紀                | 福田彩乃●                | 日村勇紀                        | 神奈月●                  |
| 2    | 大地洋輔                 | 大地洋輔                | 神奈月●                | 大地洋輔                 | 原口あきまさ●          | やしろ優●                | 神奈月●                             | 神奈月●                 | 日村勇紀                 | 神奈月●                         | 花香よしあき●            |
| 3    | 神奈月●                  | 松村邦洋●               | ミラクルひかる●        | 福田彩乃●                | 高田紗千子●            | 神奈月●                  | キンタロー。●                       | 福田彩乃●               | 神奈月●                  | 福田彩乃●                       | 福田彩乃●                |
| 4    | 古賀シュウ●              | 福田彩乃●               | はなわ●                | 花香よしあき●            | 古賀シュウ●            | 民秋貴也                 | 大地洋輔                            | 大地洋輔                | 大地洋輔                 | エハラマサヒロ●                 | チョコレートプラネット●  |
| 5    | 清水ミチコ               | 古賀シュウ●             | 大地洋輔               | 神奈月●                  | 神奈月●                | 大地洋輔                 | エハラマサヒロ●                     | 小出真保●               | ジャガーズ●              | 山本高広●                       | JP●                      |
| 6    | モト冬樹                 | 中川礼二●               | 原口あきまさ●          | 中川礼二●                | やしろ優●              | みかん●                  | 松村邦洋●                           | 山本高広●               | ゆうぞう                 | 椿鬼奴                          | エハラマサヒロ●          |
| 7    |                          | 神奈月●                 | 古賀シュウ ●           | 松村邦洋●                | 椿鬼奴●                | はなわ●                  | みかん●                             | エハラマサヒロ●         | 善し                     | 中川礼二●                       | ミラクルひかる●          |
| 8    |                          | 山本高広●               | 博多華丸               | 友近●                    | 山本高広●              | なだぎ武                 | 秋山竜次                            | ミラクルひかる●         | 山本高広●                | ミラクルひかる●                 | ジャッキーちゃん         |
| 9    |                          | 関根勤 ●                | ダチョウ倶楽部●        | 小堺一機                 | ゆうたろう             | いっこく堂●              | 椿鬼奴●                             | ゆうぞう                | 椿鬼奴●&RG               | イジリー岡田●                   | 椿鬼奴●&RG               |
| 10   |                          |                         | 清水ミチコ             | 栗田貫一●                | ノブ&フッキー          |                          | 原口あきまさ●                       | 椿鬼奴●&RG              | 原口あきまさ●            | 原口あきまさ●                   | 原口あきまさ●            |
| 11   |                          |                         |                        |                          |                        |                          |                                     | 原口あきまさ●           |                          |                                 | 日村勇紀                 |

※●は、フジテレビ系『ものまね王座決定戦』『爆笑そっくりものまね紅白歌合戦スペシャル』にレギュラー出演中のタレント。
※●は、日本テレビ系『ものまねグランプリ』にレギュラー出演中のタレント。

### 2億4千万のものまねメドレーGP
2021年5月9日に放送された特別番組『お笑いオムニバスGP』内の企画コーナーとして、「2億4千万のものまねメドレーGP」へとタイトルを改題して約3年半ぶりに復活した。主催・審査員長は変わらず石橋貴明が務める。木梨憲武、バナナマンは参加しない。
- 司会：おぎやはぎ[注 22]（小木博明・矢作兼[注 23]）、柴田英嗣（アンタッチャブル）（第2回）[23]、山里亮太（南海キャンディーズ）・藤本万梨乃（フジテレビアナウンサー）（第3回）[24]
- 審査員：石橋貴明（とんねるず）、川島明（麒麟）（第1回・第2回）、白石麻衣（第1回・第2回）、千鳥（大悟・ノブ）（第1回）、チョコレートプラネット（長田庄平・松尾駿）（第2回）、ナイツ（塙宣之・土屋伸之）（第2回）、吉村崇（平成ノブシコブシ）（第2回）、渋谷凪咲（NMB48）（第2回）、天海祐希（第3回）、永野雄大（第3回）
- 優勝者：白石麻衣（第1回）、せいや（第2回）、永野雄大（第3回）
- 出場者

| 順番 | 第1回 （2021年5月9日）   | 第2回 （2022年9月19日）  | 第3回 （2024年10月19日） |
| ---- | ------------------------ | ------------------------ | ------------------------ |
| 1    | 神奈月●                  | 神奈月●                  | 神奈月●                  |
| 2    | Mr.シャチホコ●           | モリタク!●&河口こうへい● | キンタロー。             |
| 3    | エハラマサヒロ●          | 都留拓也                 | 都留拓也                 |
| 4    | ミラクルひかる●          | せいや●                  | 古賀シュウ●              |
| 5    | 河合郁人●                | 山本高広●                | みかん●                  |
| 6    | こにわ                   | こにわ                   | ジョニー志村             |
| 7    | 山本高広●                | 椿鬼奴●&RG               | ミラクルひかる●          |
| 8    | モリタク!●&河口こうへい● | ホリ●                    | ゆうぞう                 |
| 9    | ゆうぞう                 | レッツゴーよしまさ       | 原口あきまさ             |
| 10   | 原口あきまさ             | 原口あきまさ             | コロッケ●                |

※●は、フジテレビ系『ものまね王座決定戦』『爆笑そっくりものまね紅白歌合戦スペシャル』にレギュラー出演中のタレント。
※●は、日本テレビ系『ものまねグランプリ』にレギュラー出演中のタレント。

## このあと!ザ・ワールド
2012年7月5日放送開始。かつてフジテレビで放送されていた『なるほど!ザ・ワールド』のパロディ。司会は愛川欽也風の石橋（2013年4月25日放送分は、みのもんたに扮した木梨）と、楠田枝里子風の山﨑夕貴アナ（初回のみ加藤綾子）、木梨は回答者（2013年4月25日放送分は、石橋が「タカさん大好きチーム」の一員）となる。内容は、芸能人が遭遇した出来事のこの後の物事を当てるというもので、コーナーの流れは「QQQの休日」に近く、レギュラーコーナーとして、レッド吉田の5人の子供達の行動を問題にした「レッドダディ」がある。本家同様、スカイダイビングの映像（スカイダイビングをする直前の外国人が「このあと!ザ・ワールド」とタイトルコールを言い空中落下。落下中に「このあと!ザ・ワールド」のロゴの幕を広げる、というもの）のオープニングや、宇宙のCG画面をバックに司会の2人が登場したり、解答者が答えを間違えると「はい、消えたー!」と石橋が解答テーブルを叩くところや、最終問題には恋人選びもあり（当番組のエグゼグティブプロデューサーである石田弘が好きなAKB48のメンバーや海外のスターを当てるものだった）最後はトランプマンに扮したアンザイマン（安西P）のゲームがあるなど、本家を忠実に再現している。

## 喫茶距離感
2012年8月16日放送開始。喫茶店風のスタジオで伊藤アナ進行の元、とんねるずと初共演若しくはほとんど絡んだことがないタレント達が自己紹介や特技などでとんねるずにアピールし、とんねるずに「ハマる」ことを狙う。ハマっているかどうかはとんねるずが手元のボタンを使って博多華丸が行う川平慈英を模した「クゥゥ〜」（ハマっている）か「ムムムッ！？」（ハマっていない）で判定、ハマればボタンを押す回数に準じてとんねるずと距離が近づいていき、「ドハマり」に到達したらレギュラーコーナー出演権が与えられる。逆にハマらなければとんねるずとの距離が離れていき最終的には幕の後ろに消えてしまう。また、バナナマン・有吉・博多華丸などは「最もとんねるずにハマっている人」として喫茶店のマスターや常連客として出演し、ハマる為のアドバイスを授ける。
実際は芸や特技のクオリティーなどはほとんど加味されておらず（特にとんねるずの2人が芸能通とあって芸人のネタに関しては精通していることが多い）、「とんねるずが強いるムチャブリにどれだけ耐えられる技術と心の強さの持ち主か」（実際にムチャブリや奇妙な呼び名、ネタや特技の途中での妨害などが多い）どうかの判定となっている。また、5枠はレッド吉田やデンジャラス、カンニング竹山、ウド鈴木など実際には幾度も共演経験があるにもかかわらず全くハマッていないとしてとんねるずにぞんざいに扱われる「オチ枠」となっている。

## ワケありラブストーリー
2012年11月15日放送開始。離婚歴・シングルマザー・借金などの「ワケあり女性」を対象に「元祖恋愛の達人」こと、とんねるずが恋をサポートする。『ねるとん紅鯨団』の復刻版コーナーであり、木梨もはっきりと「ねるとん」と言っている。
主な進行は、ねるとん紅鯨団と同じだが、違う点として、タカさんチェックを行うのが男性側になっている（男性陣は一般参加の他に番組スタッフやとんねるずの知り合い等も参加している）、フリータイムは前後半に分かれており、前半は通常のフリータイム、前半終了後の「ワケあり暴露タイム」で女性の身の上を知り、その後、後半のフリータイムとなる。
カップル成立後、2人への祝福と幸せを願い、有名アーティストが生歌で2人の門出を祝う。

## 汗かきオン・ザ・ビーチ
2012年12月20日放送開始。「うまい鍋を食べれば汗が出る」という言葉の元、とんねるずとゲストたちで美味しい鍋を食べて汗をかく。全員汗がわかりやすいよう青い服を着ており、十分汗をかいたと思ったら自己申告し進行の三田友梨佳アナが判定。十分汗をかいたと認められれば「MAX・オン・ザ・ビーチ」となる。鍋のシメの段階である「ダメ押し・オン・ザ・ビーチ」を終えるまでに全員がMAX・オン・ザ・ビーチとなった場合、全員でタイトル元の「セックス・オン・ザ・ビーチ（スパンカーズ）」を歌い踊る（第2回からは「マックス・オン・ザ・ビーチ」と歌うようになった）。基本的には熱々の名店の普通の鍋が出されるが、汗をかく企画として激辛鍋が出てくることが多い。
この企画では伊藤一朗（Every Little Thing）もレギュラーとして参加し、毎回「病気」と称されるほど異常な量の汗をかくのが恒例になっている。

## ぶらり途中下車の○○
2014年7月17日放送開始。タイトルは『ぶらり途中下車の旅』のパロディ。コーナータイトル名の○○には食材の名前が入り、電車ではなくバスに乗って様々なお店を巡り、ただひたすらその食材を食べ尽くすという内容。ナレーターは、本家番組の担当であった滝口順平の代役を務めていた古賀慶太。
木梨版は、木梨が大の貝好きということで「ぶらり途中下車の貝」として放送。司会進行は原則として、貝に因んでフジテレビアナウンサー（当時）の細貝沙羅が務めている（なお広島の回で、一度だけ西山喜久恵が代わったことがある）。このコーナーに限り木梨は、あくまでも貝の美味しさを伝えたいということで笑いや強めの演出が入る事を嫌っており、そうした演出が入ると木梨は指示した張本人であるディレクターのマッコイ斉藤に怒りの制裁を与える（実際には強めの演出→制裁までが一つの定番である）。
石橋版は、石橋が大の肉好きということで「ぶらり途中下車の肉」として放送。木梨版と異なり司会進行役は固定されておらず、永島優美や三田友梨佳らが交代で担当している。収録にはマッコイの代わりにプロデューサーの安西義裕が同行する。

## 石橋温泉
2015年2月19日放送開始。石橋が女性芸能人と温泉や宴会を催しつつ、彼女たちの悩みや不満などに対し真摯に回答する。当初はアシスタントなどはいなかったが、森三中・黒沢かずこが現在のテレビ業界及びフジテレビに対し熱い思いを吐露し、それに石橋が共感したため第3回からはアシスタント的立場となっている。
元々ハワイロケのオフ時に大久保佳代子が石橋に対し恋愛の相談をしたところ、茶化すことなく真剣に相談を受けてくれたことが元となっている。また、このコーナーをきっかけに番組で光浦靖子・いとうあさこのお見合い企画が行われた。

## お笑いイミグレーションNEXT!
2015年10月22日放送開始。南国にあるとんねるず国際空港で、トラベラー芸人（＝若手芸人）が最高の芸能生活を送るべく、入国審査官の石橋と木梨を笑わせることに挑む（コーナー当初は木梨は「バレリーしのぶ」として女装して出演）。トラベラー芸人は2人のどちらか好きな審査官を1人指名して、ネタを披露する。見事笑わせることができ、指名した審査官が入国ボタンを押せば、芸能界でのチャンスが増えるとんねるずアイランドへ入国できる。しかし、笑わせることができず、指名した審査官が「NEXT!」ボタンを押すと、死の列の最後尾へ強制的連行される。入国審査官補佐として第1回では博多華丸（博多華丸・大吉）、第2回では設楽統（バナナマン）、第3回以降では山里亮太（南海キャンディーズ）が当コーナーの進行役を務めた。第2回のみ空港警備員として日村勇紀（バナナマン）も出演。
「喫茶距離感」と同様、入国審査官の二名は主観的な判断で入国審査をしているため、入国審査官の気に障る事態を招く言動をした場合は、ネタ披露前に「NEXT!」ボタンを押されたり、仮に入国許可されたとしても強制退去させられることもある。また、ネタを披露させてもらえずトークだけで終了したり、本ネタではなくサブネタだけを披露させたり、他の芸人のネタを披露させたりするなどの演出が多く見られる。
平野ノラ、ANZEN漫才、尼神インター、永野、カミナリなど、このコーナーからヒットした芸人も多い。

## Cメン'75
2015年12月17日放送開始。「シメ飯がおいしいとウワサのお店」「こだわりのシメ飯を出すお店」を紹介。『Gメン'75』の登場キャラクターに扮したとんねるず、バナナマンとゲストが料理を食べながら、その料理のシメの具材を予想する。店を出る際、ルーレットに当たったメンバーは七五調でシメの言葉を言わなくてはならない。

## とんねるずは突然に…
日本テレビ系『笑神様は突然に…』のパロディ。2016年3月3日放送開始。番組に対し「とんねるずに会って○○したい（してほしい）」と応募した一般のファンの方に対し、とんねるずが予告なしで訪れ、願いや要望を叶えていくコーナー。元々は2015年12月24日放送のクリスマスに「とんねるずサンタがプレゼントを持ってくる」という形で事前に募集した一般宅にアポなしで突撃するコーナーがベースとなっている。
なお、募集の際には「（おかげでしたの収録日となっている）木曜か金曜にとんねるずが来ること」「本当に事前に知らされず突然来ること」という2つの注意が提示されている。
また、応募してきた中には番組内で交流があった人も含まれており、その応援という形で訪れたこともある。アポなしのため、訪問したターゲットが留守のこともある。

## 気分爽快! ビアホール
2016年7月14日放送開始、夏限定のコーナー。とんねるずを含めた芸能界屈指のビール大好きな5組に対し、ビールに合う料理2品を提示。出される料理を作る過程のVTRや、椿鬼奴・バービーによる試食のリポートを見ながら、それぞれどちらか1品を選択。全員一致で選ぶことができればビールと共に選択した1品が食べることができるが、1人でも一致しなければビールを飲むことも料理を食べることも一切できない。全員が一致すると実食前に進行役（本田・山崎アナ・三田アナなど）が「気分爽快」のサビを歌うが、石橋が遮ろうとするのが慣例となっている。
この企画では木梨が1人だけ外れてしまう事があり、その際に「100人アンケートのロケをして確かめる」と宣言したことで、1人だけ違うものを選択した場合は罰ゲームを兼ねて街の人々100人に実際に「ビールと一緒に食べるならどちらか」というアンケートをしてもらう（1人負けでない場合はスタッフが行う）。

## チャチャッとキッチン
2016年11月24日放送開始。料理自慢の芸能人が、テレビ向きの豪華なものではなく、休みの日に自宅にあるちょっとした食材や調味料だけで手早く作って食べる料理を競うコーナー。司会進行は小木と三上真奈アナ（第2回では小木が欠席したため三上アナのみで進行）。
毎回1つのテーマを決め、1人ずつ順に料理を作っていく。全員分を試食後、多数決で優勝を決定する。なお、レシピは公式サイトに掲載される。
基本的には「チャチャッと」手早く作れる料理が基本であるが、レギュラーで参加している髙嶋政宏は自身が愛用している「マーラー醤」など、なじみのない調味料や高級な食材を使用している。一方木梨は炊飯器に材料を入れてパスタを作るなど手間をかけない料理を作るのが恒例となっていた。
また、家丼編からはタイトルに「失敗したらダイジェスト」が追加され、料理に失敗した場合はその部分がダイジェスト処理されてしまうというルールが追加された。
コーナーのベースとなったのは「食わず嫌い」にてゲストの渡辺謙・宮崎あおい・妻夫木聡・綾野剛の4人と石橋がトーク中に「休日に自分で作って食べるチャーハン」の話題で盛り上がったのがきっかけである（その際普段料理をしない木梨は話の輪に入れず悔しがった）。

## 撮れ高とんねるず
2017年2月23日放送開始。とんねるずがそれぞれ様々なテーマで旅を行い、その中で「撮れ高」があったシーンからスタジオのゲストに問題を出題。1回目は筆記、2回目は早押しで解答して、最終的に一番正解した人に優勝賞品として旅のお土産がプレゼントされる。
石橋と木梨は正解と不正解のSEボタンを持っており、解答に応じて正解や不正解のSEボタンを押して判定する。また、石橋と小木博明の折り合いが悪く、正解VTRを見る前に石橋が小木の解答を「不正解」と言ったり、小木が答えようとすると石橋は答える前に不正解のSEを流されたりするなどしており、それに対して小木が「あの人失礼なんだよ!」と言い、相方の矢作兼が「先輩なんだから失礼でも良いんだよ」と突っ込むのが定番となっている。これらの事は、石橋と小木の折り合いが悪いという設定のコントである。
石橋の旅はみやぞん（ANZEN漫才）ら芸人とともに様々な場所を旅する形、木梨の旅は「日本一の〇〇を食べに行く」として、道行く人に「今から〇〇を食べに行きませんか?」と声をかけ、了解が取れた人とともに、現地に行って一品を堪能する。

## 石橋貴明 ドキュメント72分
2017年5月18日放送開始。タイトルや演出は『ドキュメント72時間（NHK）』のパロディ。石橋が毎回様々な有名店に出向き、一店員としてレクチャーを受けつつ、アルバイトとして72分間だけ本気で働くことに挑むドキュメント風企画。アルバイトの時給は1.2時間とされている

## 田舎でスーパーカー
2017年8月3日放送開始。石橋が仲間と共にスーパーカーを駆らせて舞台となる街に出かけ、出会ったその街の人々と交流を深める企画。頂く名物などは地元の人の情報を元に全て自力で探さなければならない。また、道中の様子はInstagramならぬ「田舎スタグラム（イナスタグラム）」に投稿。撮影された写真は番組放送時に合わせ、実際のInstagram番組アカウントにて投稿される。

## 高圧洗浄バスターズ
2017年7月20日放送開始。元々木梨は高圧洗浄機を使った汚れ落としが大好きであり、木梨とカンニング竹山が麻布十番のうどん屋で、この事について話していた事が実現する形となる。木梨が隊長、竹山が副隊長、2回目までは濱口優（よゐこ）が隊員、大島美幸（森三中）が棟梁、3回目は筧美和子が隊員となり、高圧洗浄機を使って、依頼者の店舗などを清掃する企画。主に清掃作業は木梨、竹山、濱口の男性出演者が行い、大島は昼食の買い出しなどの差し入れを担当するが、筧は放送上ほとんど作業せずにアイスやアメリカンドッグを食べてサボっており、竹山に注意されていた。コーナーに使用されている楽曲は、コーナータイトルの元となっている『ゴーストバスターズ』。

## その他の企画
- 嗚呼!ヘッポコ色の珍生!!
  - 1997年10月30日放送開始。『嗚呼!バラ色の珍生!!』（日本テレビ系）のパロディ企画。再現VTRはコントのような形式だったが、実際にゲストの会いたい人に会わせるという趣旨だった。また、その「会いたい人」が見つからず、本家の『バラ珍』に捜索を依頼したということもあったという。また、略称である『ポコ珍』を毎回、西山喜久恵アナウンサーに言わせていた。
- 家宝楼
  - 2000年6月15日放送開始。ゲスト2組が4つずつ家宝を持ち寄り、うち一つがニセ物で、どれがニセのお宝かを当て合うという「食わず嫌い王決定戦」の派生コーナー。「食わず嫌い王決定戦」に代わって放送されたが短命に終わり、すぐに「食わず嫌い王決定戦」に戻ることとなる。
- My Bestナイン
  - 2000年11月23日放送。木梨チームと石橋チームの対抗戦。『ぴったし カン・カン』（TBS系）の要領で、ゲストが選んだベスト9の項目を当てる。
- 関東裸会
- とんねるずottoミリオン
  - 2001年に放送。totoをベースにした企画。毎回視聴者は放送開始数分後までに『新・食わず嫌い王決定戦』の勝敗やコーナー、ミニゲームの結果等4問の予想問題に答える。全問正解者の中から抽選で1名に賞金100万円か海外旅行が当たった。
- NEWタイプドッキリ TNN JAPAN
  - 2001年放送。2〜3名のゲストが騙される企画。大きく分けて、事前に騙されてスタジオのVTRで初めてネタ晴らしをされるケースと先にスタジオでドッキリの内容を発表した後、間髪入れずに中継先で実行をするケースの2パターンがあった。勝俣州和、藤崎奈々子、にしきのあきら等が騙された。元ネタは同局のニュース番組『ニュースJAPAN』だが、テーマ曲は夕方の『FNNスーパーニュース』で18時台に使用されていたテーマ曲、浅倉大介作曲の「LANDING TIMEMACHINE」をそのまま使用していた。また、かつてTNNを略称としていたテレビ新潟（1998年以降はTeNYに変更されている）との関係はない。
- 放送室JACK
  - 2002年3月14日放送開始。とんねるずがとある学校の放送室に突然乱入して貸切にしてもらう校内放送ジャック（事前に募集し、学校側の許可後に乱入）。
- Dance Dance Family
  - 2002年4月18日に放送開始。
- ザ・ジャッジ! 〜罰する法律ファイル
  - 2002年8月8日放送。『ザ・ジャッジ! 〜得する法律ファイル』のパロディー。司会はみのりもんた。
- 別れてもチライな人
  - 『別れてもチュキな人』のパロディ。本家とは正反対の内容。
- ヤンキーフレンドパーク
  - 2003年2月6日放送開始。『関口宏の東京フレンドパークII』（TBS系列）のパロディー。
- スクープオークション
  - 2003年2月13日放送開始。毎回登場する芸人パネラー4人の内、1人のスクープを持つ人物（元カノ、アイドル等）が登場し、そのスクープを誰にもバラしたくなければ自腹でそのスクープを買い取るというルール。情報提供者の希望金額に到達次第、暴露は終了となるが、スクープの内容はほぼすべて暴露され当の本人は悶絶していた。
- 奇跡体験!アンビリーナノー
  - 当番組前に放送されている『奇跡体験!アンビリバボー』のパロディ。
- ノリビアの泉
  - 2003年7月31日放送開始。『トリビアの泉』のパロディ。「芸能界で生きる上で全く必要のない知識」として様々な芸能人の「ムダ知識(という名のドッキリ企画)」を紹介する。ボタンを押すと「まじぃ」と鳴り、一人20まじぃまで押すことが出来る（第1回放送では、本家と同じ「へぇ」だった）。
- クイズ自分
  - 2004年1月15日放送開始。ゲストがかつてインタビューで答えた返答など自分自身の過去にまつわるクイズを出題。出題役の天の声は劇団ひとり。
  - TBSラジオ「伊集院光 日曜日の秘密基地」内コーナー「秘密基地VIPルーム」で行われている「本人クイズ」とほぼ同一内容である。「秘密基地VIPルーム」に秋元康がゲスト出演した直後、「クイズ自分」が誕生したことから、伊集院光はこの件に関して「パクった」「インスパイア」などと同番組内で発言した。だが、実際には1999年にフジテレビの深夜に帯で放送されていた「自分クイズ」が似通ったタイトルからも企画の大元とみられる。
- 羊たちが沈黙 深層心理を暴け!
  - 2004年5月20日放送開始。特殊メイクで変装した数人の人物の中から指定された芸能人が扮しているのは誰かをトークなどを元に心理捜査官に扮した石橋（石橋・クロフォード）・木梨（木梨・クラリス3世）が推理していく。
- 思えばトークと来たもんだ
  - 2004年8月12日に放送。旅番組風トークコーナー。コーナータイトルは武田鉄矢の楽曲『思えば遠くへ来たもんだ』のパロディ（広島ホームテレビの『思えばトークへ来たもんだ』とは無関係）。スタジオゲストは魚住りえ。この企画からマッコイ斉藤が番組に参加。とんねるずの2人に列車乗客が乗車一駅間に「ツボのある話」を話す。とんねるずの2人が話がツボであれば壺底のスイッチボタン（小型・中型・大型2個）を押し、壺底のスイッチボタン全部を押した場合のみ話をした乗客が賞品獲得。乗客は乗車してから次の駅を到着するまでに、とんねるずに話術だけで壺底のスイッチボタン全部を押させなくてはいけない。舞台は根室本線滝川駅〜新得駅（放送上は至幾寅駅）間。使用BGMはさだまさし作曲「都会のテーマ」。乗客は一般乗客の他、劇団ひとり、カリカ、笑い飯。この企画は短命となったが、後の『トークダービー』の原型となった。
- タレントフリーマーケット通販
  - 2004年10月28日放送開始。芸能人が自分の所持品をフリーマーケット方式で視聴者にお譲りする。とんねるずがネゴシエーターとなり、登場してくる芸能人の私物の値下げ交渉を行う。また、フリマ好きである千秋とお宝鑑定士も登場し、芸能人の私物の価値を見極めた。
- ゲラクスライン
  - 2005年2月24日放送開始。石橋チーム（TEAM TAKA）と木梨チーム（TEAM NORI）のマーチングバンドに分かれ、交代で相手チームを笑わせ、笑わせた人数だけポイントが入る（1人10ポイント、キャプテンの石橋、木梨は30ポイント）。いかに笑わないか、が勝敗を分けるゲーム。全員笑うと「オーバータッチライン」で100ポイントとなる。テーマソングは石橋チーム「プレイバックPart2」、木梨チーム「振り向くな君は美しい」。各チームには芸人が参加し、3回目以降は各チーム女性が1人加入した。2人の指揮者名義は石橋は「石橋シャーク貴明」、木梨は「キナッスィー憲武」となっている。初回はYOU THE ROCK☆が司会をしていたが、不手際があったので降板。2回目以降は伊藤利尋アナウンサーの司会に交代したが、一度だけ（5回目）福井謙二アナウンサーが担当したことがあった。
- メジャーリーグクイズ
  - 2005年3月17日放送開始。石橋vs5人1組のゲストチームの1回攻撃で勝敗を競うクイズゲームで、ピッチャーが3×3のストラックアウトで真上のセンターラインの的を当てると攻撃側有利のジャンルに関するクイズ、真下のラインの的に当てると守備側有利のジャンルに関するクイズ、真ん中のラインの的に当てると攻守問わず有利のジャンルに関するクイズを出題。先攻は石橋で、後攻はゲストチームとなっている。ゲストチームは攻守問わず全員が解答する。攻撃側が正解するとその塁が進み、守備側が正解するとアウトとなり3アウトで攻撃終了となる。ただし、ピッチャーがど真ん中を当ててしまうとホームランのチャンスとなる問題となり、攻撃側が正解するとホームランになるので要注意。
- R&Bの神様
  - 2005年9月22日放送開始。ゲストの芸能人の過去の恋愛話をドラマ化し、それをクイズにして答える。間違えると座っている席が動き出し、氷の湯にドボンとなる。
- ひろみちおにいさんといっしょ
  - 2006年3月16日に放送。『おかあさんといっしょ』のパロディ。かつて本家に出演し、「食わず嫌い王」のゲストで出演した佐藤弘道に木梨が「画面の前に出てくる子供のコントをやりたい」とリクエストしたことで実現した企画。
- ぶらり!ぴったんこ天国
- 帝京フレンドパーク
  - 2008年3月13日放送。『関口宏の東京フレンドパークII』のパロディ（CGまでそっくりである）。出身校が同じ有名人がペアを組み、学校の教科にちなんだゲームで対決する。

## コント
- GALAXY☆FUJIYAMA THE NEXT GENERETION
  - 各話
    - 1st MISSION『A CRISIS OF HUGE METEORITE 巨大隕石危機一髪!!』
    - 2nd MISSION『DISCOVER THE NEW AIR! ニューエアー発見す!』
    - 3rd MISSION『HEART OF THE DARKNESS 青人間の恐怖!』
    - 4th MISSION 『ANGEL JUDGEMENT, Part1 ここより永遠に(前編)』
    - 5th MISSION 『ANGEL JUDGEMENT, Part2 ここより永遠に(後編)』
- 高校生勝ち抜きTV マブい彼女
  - 1997年12月放送。女子高生コント。
- ちょっと北の国から'98時代
  - 1998年7月16日 - 30日放送。『北の国から'98時代』のパロディ。前編・後編・完結編の三部構成。渡辺満里奈、地井武男、細川直美（本家では宮沢りえが演じたシュウ役）が出演。「おかげです」での例に沿ってキャストの大半はスタッフと野猿のメンバーで固めていた。
- ミルミル女
  - 1999年頃放送。石橋扮する「えいこ」と木梨扮する「たかし」のラブコント。
- 新畑任三郎vs野猿
  - 1999年4月29日放送。『古畑任三郎vsSMAP』のパロディ。
- やまとなでしこしこ
  - 2000年11月2日放送。『やまとなでしこ』のパロディ。矢田亜希子が出演。主役の松嶋菜々子を石橋が「近未来警察072」でのキャラ風に演じた。
- 関東裸会
- ロケットまもる
  - 2001年3月22日・4月12日放送。木梨扮するベテランお笑い芸人「ロケットまもる」が主人公。スタッフも含め、誰も理解できなかった伝説のコント。大御所芸人「ダイナマイツたかし」で石橋、マネージャー役で松村匠、若手芸人役でTIM、おさる、プリンプリンが出演。コント終盤に関東裸会が出演したこともある。
- クイズさまぁ〜ず
  - 2001年7月26日放送。司会役は木梨、回答者役に三村マサカズが出演。適当な出題に当時注目されていた三村のツッコミが冴え渡る。
- trouble on the street
  - クイズ$ミリオネアのパロディ。司会役は木梨扮するみのりもんた、回答者役に石橋が出演。
- 東北ラブストーリー
- コミュニケーション
- サラリーマンよいしょ丸
- 寸止めガールズ
- switch
- 理由
- 2002年へのプロローグ
- 北の国からコントの記憶
  - 2002年9月5日放送。『北の国から2002遺言』の前に放送された総集編『北の国から記憶』のパロディ。本家同様『おかげです』時代からの北の国からパロディコントの総集編。
- こっちも最後の北の国から2002遺言
  - 2002年9月12日放送。『北の国から2002遺言』のパロディ。ガッツ石松、酒井美紀（内田有紀役）、原口あきまさ（柳葉敏郎役）が出演。
- KNNNニュース
  - 『FNNニュース』のパロディ。梅津弥英子、永島昭浩も出演。
- 情報プレゼンター のりダネ!
  - 『情報プレゼンター とくダネ!』のパロディ。小倉智昭に扮したシューレスジョーも出演。
- ちょっと聞いてョ!おもいっきりノリ電話
  - 『おもいッきりテレビ』の1コーナー「ちょっと聞いてョ!おもいッきり生電話」のパロディ。かつてはこのコントが「おかげです」で放送されており、久々に復活した。
- ノリカ堂テレビショッピング
  - 『トーカ堂テレビショッピング』のパロディ。北社長に扮した博多華丸、石本沙織も出演。
    - KNNNニュース以下の4つはあじさいのPR用に作られたコントである。
- オレとヤハギと、時々、アンザイ
  - 2006年11月30日放送開始。石橋とおぎやはぎの矢作兼、石橋の友人のアンザイ（番組スタッフ）がトークをする。
- ノリタの神様
  - 2007年11月22日放送開始。日本テレビ系列『エンタの神様』のパロディ。木梨が、おぎやはぎ、田村亮 (ロンドンブーツ1号2号)、堀内健と組んでコントをするコーナー。たまに全く打ち合わせなしでコントを行うときもあった。司会は伊藤利尋アナと宮瀬茉祐子アナ。
- 北の国から番外最終回 したの国から2018早春
  - 2018年3月8日放送。おかげでした最後のコント。脚本：遠藤察男、演出：港浩一。渡辺満里奈、宮沢りえ、伊藤英明が出演。

## 主なスペシャル企画

### とんねるず賀正
1999年1月1日（金曜日）21:30 - 23:24（JST）に、とんねるず初の元日特別番組として『とんねるず賀正』を放送。内容では「新・食わず嫌い王決定戦」と『ねるとん紅鯨団』の芸能人大会の2本立てで放送された。

### 12年目突入記念 スタッフ慰安or地獄 アメリカちょっとだけ横切りウルトラクイズ
1999年10月7日〜28日に4週にわたって放送。
日本テレビ系で放送された『アメリカ横断ウルトラクイズ』の内容をパロディ化した企画。石橋が出題、木梨がレポーターとナレーションを担当。79人もの番組スタッフおよび関係者が挑戦者となり、本家の『ウルトラクイズ』のルート・クイズ内容・早押しセットなどをほぼ再現。問題の内容は全て、番組の歴史やとんねるずにまつわるマニアック問題。本家が一カ月弱のスケジュールだったのに対し、たった数日でロケを敢行するハードスケジュール。最終週の予告(準決勝の罰ゲーム～決勝戦)、まで放送されたものの、突如最終週はお蔵入りとなった。この理由については未だ明らかにされておらず、決勝戦の様子が前述の「ノリタケーブルTV」のチャンネル一覧内で公開されているのみで詳細についてはお蔵のままである。
| CP | 地名 会場                           | クイズ                                                                         |
| --- | ----------------------------------- | ------------------------------------------------------------------------------ |
| 第1CP | フジテレビ前                        | リアルスタッフ or Notリアルスタッフ                                            |
| 人数：79→79 通過条件：スタッフのアピールでスタッフかどうかを判断 罰ゲーム：―                                                                                    |                                     |                                                                                |
| 第2CP | フジテレビ前                        | お台場○×クイズ                                                                 |
| 人数：79→40 通過条件：規定人数決定まで勝ち残り ルール補足：通過者が出るごとにすでに敗者となっている挑戦者が「アゲイン」と称して復活して参加できた。 罰ゲーム：― |                                     |                                                                                |
| 第2CP 敗者復活戦 | フジテレビ前                        | 成田行き争奪ジャンケン大会                                                     |
| 人数：39→1 通過条件：石橋を相手に一斉ジャンケンをして最後の一人になるまで勝ち残る ルール補足：あいこの場合は「負け」とみなされた。 罰ゲーム：―                  |                                     |                                                                                |
| 第3CP | 成田空港特別応接室                  | ジャンケン                                                                     |
| 人数：40→20 通過条件：3本先取 罰ゲーム：― |                                     |                                                                                |
| 第4CP | 成田空港特別応接室                  | 誰と一緒にハワイに行きたくないか投票                                           |
| 人数：20→19 通過条件：一緒にハワイに行きたくない勝者の中で最も得票数の多かった者ひとり以外 罰ゲーム：―                                                          |                                     |                                                                                |
| 第5CP | 太平洋上空→ホノルル空港             | 機内ペーパークイズ(全50問)                                                     |
| 人数：19→17（14位まではとんねるずの口答で発表され、残りの5人はブーブーゲートで結果発表が行われた） 通過条件：上位17位まで 罰ゲーム：―                           |                                     |                                                                                |
| 第6CP | ハワイ ノースショア・バンザイビーチ | 泥んこ○×クイズ                                                                 |
| 人数：17→15 通過条件：2問正解 罰ゲーム：泥だらけのまま空港へ直行。                                                                                              |                                     |                                                                                |
| 第7CP | ハワイ リーフホテル・ビーチ         | 飛行機クイズ                                                                   |
| 人数：15→10（2名×5チーム） 通過条件：3ポイント先取 罰ゲーム：スカイダイビング                                                                                   |                                     |                                                                                |
| 第8CP | ロサンゼルス グリフィス天文台       | お友達クイズ                                                                   |
| 人数：10→8 通過条件：3ポイント獲得 罰ゲーム：第9CPの敗者と「叫び」のPVを再撮影。                                                                                |                                     |                                                                                |
| 第9CP | ドライレイク                        | 輝け第1回!ドライレイクで思いっきり走ってみようじゃないかクイズ(バラマキクイズ) |
| 人数：8→5 通過条件：2ポイント獲得 罰ゲーム：第8CPの敗者と「叫び」のPVを再撮影。                                                                                 |                                     |                                                                                |
| 第10CP(準決勝) | ラスベガス ストラトスフィアタワー   | ビッグショットクイズ                                                           |
| 人数：5→2 通過条件：2問連続正解 罰ゲーム：スカイスクリーマー体験                                                                                                |                                     |                                                                                |

決勝戦進出者
- 関口正晴（とんねるずマネージャー・No.22・機内クイズ1位）
- 興山洋子（メイクスタッフ/モーニング嫌。メンバー・No.11・機内クイズ4位）

### ねるとん紅鯨団 芸能人スペシャル大会
2000年〜2004年の年末スペシャルの恒例企画として行われた。2005年以降は放送されていない。詳細は『ねるとん紅鯨団』を参照。

### 木梨憲武方面風ヨーロッパ大陸横断納豆ロードの旅
2001年8月23日放送開始。『電波少年』をパロディ化した企画。木梨が当時骨折していた武豊騎手が快方へ向かう様、ヨーロッパの大陸の各所で納豆の材料を集めながら横断、ゴールで集めた材料を使って納豆を作り、武豊に食べさせた。また石橋がTプロデューサーのパロディ「Tタレント」として登場した。本家同様に企画の応援歌があり、とんねるずを除いた元野猿のボーカル2名がWill callというユニットを組んで歌っていた。

### ここがヘンだよ石橋貴明
2001年11月1日・8日放送。『ここがヘンだよ日本人』のパロディ。若手芸人、タレントら100人が石橋に遭った被害を訴える。出場者の中に「とんねるずのみなさんのおかげです」時代の出演者から石橋の同級生・近所などが集まった。最後に木梨が石橋に言いたいことを言っていた。

### 同学年
2002年10月31日放送。同局のバラエティ番組『SMAP×SMAP 特別編』で木村拓哉が行っていたコーナーをそのままパロディとしてとんねるず版で放送されたもの。とんねるず2人が2人きりで向かい合って40歳を記念して赤裸々に鏡張りの狭い空間で徹底的にフリートークを行った。

### 15年突破記念大反響スペシャル
2003年9月25日放送。この日は2本立て。まず「食わず嫌い」で小泉今日子と本木雅弘の豪華対決。その後、「おかげです」時代を含めて15年を突破した記念に反響（＝苦情）が多かったものをランキング形式の総集編で発表していった。スタジオにはとんねるずに怒り持つ50人のゲストが集合。この時の総集編の映像は現在のよりも流れる時間が長めだった。主な反響として、スタッフや演者との乱闘、石橋のセクハラ、木梨の理解不能の行動、ゲストへの失礼、食わず嫌いの嫌い物を食べたときの悶絶などがあった。そして、1位は「おかげです」時代の「木梨憲武死亡ドッキリ」だった。視聴率17.8%（ビデオリサーチ）。

### ネタラ ロワイヤルin ハワイ
2004年11月11日2時間SP・18日に2週に渡り放送。とんねるずの陰謀によりロケ前日に運動企画を主に後輩タレントたちに実施させ、疲労困憊の状態でハワイに到着させ1泊2日の移動中も含むロケ時に一睡でもしてしまったタレントは脱落し、罰として日本に強制送還される。最終的に生き残った人が優勝する企画。とんねるずが指令台として、出演者達に眠くなるような様々な試練を与える。優勝は安田大サーカス・HIROとの一騎打ちの末に勝利をした勝俣州和。

### 博士と助手〜細かすぎて伝わらないモノマネ選手権〜
博士と助手〜細かすぎて伝わらないモノマネ選手権〜の項目を参照。

### 世界お笑い水泳2005
2005年7月28日放送。テレビ朝日が裏番組で『世界水泳2005』を編成したため、それに対抗するため1時間に渡って放送した。

### とんねるずの石田さんのおかげでした オールスター大感謝祭〜台場の中心で、Iが叫ぶ〜
2005年9月29日放送。石田弘が任期満了でフジテレビを退社するとのことで企画され、この日TBSが裏番組で『世界の中心で、愛をさけぶ』を編成したことからこのタイトルとなった（『I』は石田のイニシャル）。司会はとんねるずと高島彩アナウンサー。スタッフが選ぶとんねるず傑作選とされ、『オールナイトフジ』・『夕やけニャンニャン』・『おかげです』・『おかげでした』の映像の中から100位から1位までのランキング形式で発表。『おかげです』時代のVTRも数多く採り上げたが、ダーイシ物もいくつか含まれ1位もやはりダーイシ物だった。この時は『おかげです』時代や音楽関連のVTRも取り上げるため、ステレオ放送（一部VTRはモノステレオ放送）を実施した。
番組のセット・ランキング以外の企画内容はTBS・『オールスター感謝祭』を模倣しており、番組の途中でたびたび出題されるクイズはほとんどが石田（ダーイシコント・隠し撮り映像）に関するものだった。番組開始当初、主役である石田は鉄板焼きの店で中野美奈子、港浩一らと共に誕生パーティーをしていたが、番組の最後になって呼ばれた。最後は用意されたケーキのろうそくの火を消し終わった瞬間にケーキが爆発。石田の顔がクリームまみれになったが、爆発の威力・範囲は凄まじく、石橋や最前列のゲストも少しクリームがかかってしまった。石橋の話によると、このクリームをかけられたことに対して石田は港に憤慨したらしい（20周年スペシャルでの発言）。結局、石田は退社せずに65歳まで社に残ることとなり（その後65歳を迎えたが、現在も退社せず）「誕生パーティー」になってしまった。また、歌手の倖田來未は大のとんねるずファンで有名だが、この特番を見逃したことを『うたばん』にて石橋に言ったところ、後にビデオをもらったという。

### 石橋貴明GOLF世界一へ 〜セント・アンドルーズへの挑戦〜
2006年11月2日放送開始。石橋が世界のゴルフ大会、セント・アンドリュースで優勝するために様々な試練に挑戦していく。同時に当時若手芸人たちも応援に駆けつける。出演者はおぎやはぎ 、バナナマン、ペナルティ、安田大サーカス、TIM、ダチョウ倶楽部など。ナレーターは立木文彦。2007年7月26日の放送からは『すぽると!』のパロディーである「タカると!」（オープニング冒頭ロゴデザインもFUJI NETWORK SPORTのパロディ・TAKART）が放送開始。本家の平日のアシスタントを務める平井理央アナがMCを務め、コメンテーター役におぎやはぎを、さらにすぽると!のスタジオをそのまま使用して情報を伝えるコーナーも登場した。同年11月1日の放送分は1時間完全版で放送した。結果は予選敗退。

### 世界お台場陸上
2007年8月30日放送。TBSが裏番組で『世界陸上2007』を編成したため、それに対抗するため1時間に渡って放送。司会はとんねるずと伊藤利尋アナ。出場者は勝俣州和、おぎやはぎ、アンタッチャブル、ずん、川田利明、布川敏和、夏川純、まちゃまちゃ、ハリセンボン、錦野旦、レッド吉田、青田典子、安田大サーカス、ダチョウ倶楽部、ますだおかだ。そして開会宣言及び大会委員長を藤岡弘、が務め、東軍と西軍の2チームに分かれガチンコ勝負を行った。なお、この大会にはMVP用に100万円が用意されていたが、藤岡によって両軍で半分ずつという形になるが、石橋が100万円を持って逃走。番組の最後はその100万円を巡って、石橋と両軍の攻防となった。その後は石橋には1万円が贈呈され、両軍それぞれも残りの99万円で1万円ずつ山分けした。

### 20周年突入だとよぉ! 過去V見てもやっぱりあなたシャープ!スペシャル
2007年9月27日放送。『おかげでした』時代を含めての『みなさん』20年目突入記念として企画された。とんねるずが「ガラガラヘビがやってくる」を歌いながらスタート。ゲストには「みなさん」に出演した芸能人、プロデューサーなどを務めたフジテレビ関係者、同局アナウンサーが呼ばれた。また、とんねるずに憧れて芸能界入りした勝俣州和やおぎやはぎ、タカアンドトシ、ペナルティ、TIMを「とんねるずチルドレン」および「ガヤ要員』としてひな壇に呼んでいた。放送形態としては部門別にVTRを発表。そのいくつかに「最優秀○○賞」を設けた。全体のMVPは市毛良枝が受賞した。前述の『石田さんのおかげでした』とは異なり、『みなさん』のみでの放送されたVTRになり、2000年代中期頃のVTRも多く登場した。この時は『石田さんのおかげでした』同様、『おかげです』時代や音楽関連のVTRも取り上げるため、ステレオ放送（一部VTRはモノステレオ放送）を実施した。
スペシャルの終盤では番組のエグゼクティブ・プロデューサーである石田弘の誕生日を祝ってケーキが登場し、石田は2年前と同じ仕掛けではと言いながらろうそくを消したところ、実際は石田ではなく、ひな壇に待機していた勝俣達が大爆発を受けてクリームまみれになったところでとんねるずが「一番偉い人へ」を歌って終了となった。

### 笑熱大陸
2007年12月13日放送。MBS制作・TBS系で放送している「情熱大陸」のパロディ。当日放送の食わず嫌い王決定戦の舞台裏を、情熱大陸風に演出して放送した。このコーナーの放送の発端は、木梨自ら「情熱大陸」に出演したいとTBSに持ちかけたが、TBSから断られたために木梨がTBSおよびMBSへの静かな抗議の一環として放送されたものである。ナレーションも本家の窪田等が担当。なお、放送された舞台裏の内容はほぼ全てフィクションである。食わず嫌い王決定戦の収録に臨む二人のタイトな姿を密着している。2008年11月6日には第2回として矢島美容室の完全密着ドキュメントを1時間に渡って放送した。さらに、2008年12月25日のスペシャルでは、「矢島大陸」として、第2回以後の矢島美容室の完全密着ドキュメントが放送された。
なお、放送終了後の2021年1月31日に石橋は実際に情熱大陸に出演している。
2024年10月19日放送の土曜プレミアム『とんねるずの2億4千万の大陸スペシャル』内でも放送され、11月8日 - 9日に日本武道館で開催される「とんねるず THE LIVE」へ向けた裏側を密着する模様を放送された。

### フジテレビ開局50周年! みなさん開始21周年! とんねるずのみなさんの歴史すべて見せますスペシャル!!
2009年4月9日放送。『みなさん』21年目に加えて、フジテレビ開局50周年を祝うために企画。ゲストは堀北真希（生まれが放送開始月の1988年10月だったため）。スタジオは伝説のコントセットを再現。とんねるずはダーイシと小港に扮した。フジテレビ50ッスth!に合わせて（CGやナレーションなど細部までこだわっている）、「キャラクターの歴史」、「事件の歴史」、「音楽の歴史」と分けて過去VTRを紹介。近年の総集編では1番「木梨死亡ドッキリ」を放送していた。番組のラストでは野猿が8年ぶりに復活し、「Be cool!」を熱唱した。野猿メンバーは当日まで復活することは知らなかった。

### 博士と助手〜安すぎて伝わらない素人芸選手権〜
2010年1月28日放送開始。おぎやはぎや有吉が「面白いが安っぽい」芸を披露する素人を紹介する。「博士と助手〜細かすぎて伝わらないモノマネ選手権〜」同様終了時には落とし穴に落下する。この企画であやまんJAPANが紹介され一気に知名度が上がった。また、武井壮や中村愛もこのコーナーへの出演経験がある。「博士と助手〜細かすぎて伝わらないモノマネ選手権〜」の素人版にあたるコーナーでもある。

### とんねるずコンビ結成31年目の二人旅 in ヨーロッパ
2011年3月31日放送。とんねるずがコンビ結成30年を超えて31年目に迎えるにあたり、テレビ史上初となるとんねるずが2人だけでヨーロッパの旅を敢行。スペインとフランスの2つの国を訪れた。なお、他のコーナーや企画ではスタッフが出演することが多々あるが、この企画ではあくまで2人で自由に旅を満喫させるためにちょっとしたハプニングがあっても一切出演しなかった。

### オールスター春の雪上大運動会
2011年4月21日放送。上越国際スキー場を貸し切って、総勢20人程度のお笑い芸人が総出演して、石橋率いるTAKA TEAMと木梨率いるNORI TEAMに分かれてスキー場で行われる各ゲームで勝利をして優勝を目指す運動会。

### オールスター!!○○だらけの水泳大会
『アイドル水泳大会』で会場として使用される大磯ロングビーチを貸し切って、総勢20人程度のお笑い芸人が総出演して、石橋率いるTAKA TEAMと木梨率いるNORI TEAMに分かれてプールで行われる各ゲームで勝利をして優勝を目指す水泳大会のお笑い芸人版。2011年7月21日の放送回では、「オールスター!!しただらけの水泳大会」として開催されて、2013年7月18日の放送回では、「オールスター!!モノマネだらけの水泳大会」として開催されて、この回では出演者全員がものまねしながら出演していた。

### ハンマーオークション
2011年に5回放送。とんねるずがバイヤーとして出演していたフジテレビ（製作は関西テレビ）の番組『とんねるずのハンマープライス』の事実上の復活企画。2011年3月11日に発生した東北地方太平洋沖地震（東日本大震災）の復興支援企画として放送。全ての落札金は震災の復興支援金として全額寄付される。
提供されたもの
- とんねるずから「食わず嫌いに対戦者として参加する権利（対戦相手は落札者の希望した平井理央と高橋真麻）」
- 長友佑都から「インテルのチームメイト全員のサイン入りユニフォームとサインボール」
- 水谷豊から「サイン入りギターと2008年の紅白歌合戦着用のジャケット」
- 武豊から「サイン入りディープインパクトが着用した有馬記念の鞍とサイン入りの青竹」
- 北野武から「アウトレイジ ビヨンドで使用した出演者全員のサイン入り椅子と北野の『ダンカン馬鹿野郎』と書いた掛軸（オプションでアウトレイジ ビヨンドのクランクアップ見学権）」落札から1年2ヶ月後、映画のクランクアップと同時に納品。さらに追加オプションとして「北野がボケで用意したパイプ椅子」「日本兵のコスプレをした北野とのツーショット撮影」も追加された。
- AKB48選抜メンバーから「落札者だけに歌ってあげる権利」[注 34]
- 伊藤英明から「男気セット（海猿3の撮影で使用したサイン入りウエットスーツ、サイン入り小道具、サイン入り台本カバー）」
- 埼玉西武ライオンズから「ライオンズグッズセット（渡辺久信のユニフォーム、涌井秀章のグローブ、中島裕之のバットなど全18点セット）」
- リオネル・メッシから「スパイクとそれを入れていた袋、ユニフォーム（全てサイン入り）」
- ジョニー・デップからパイレーツ・オブ・カリビアン/生命の泉セットを2点。1つは「劇中で使用した小道具の指輪と証明書代わりのサイン入り海外限定盤ポスター」。もう1つは「ジャック・スパロウを模した私物の指輪と本人直筆のサイン色紙」。
- 小栗旬から「小栗旬を2時間ぐらい自由に使える権利（落札者は2時間を使って希望通り神前式結婚式（本当に籍は入れない）とハグをしてもらった）」
- ブラッド・ピットからブラッド・ピット豪華3点セット（本人が着用したキャロル クリスチャン ポエル（本人のサイン入り）、本人直筆の掛軸、映画『マネーボール』のサイン入りポスター）。

### 石橋貴明50thバースデーパーティー
2011年10月27日放送。石橋の50歳の誕生日を祝って行われた。2010年に演出のマッコイ斎藤や矢作らが内輪で祝った際に石橋が「来年は（50歳で節目だから）仲間たちを呼んで盛大にやりたい」と発したことから企画された。石橋にはサプライズで行われ、誕生日を祝う余興として日村のものまね、平井理央の歌と「すぽると!」の前口上の石橋バージョン、加藤綾子の替え歌、有吉の過去にやったミュージカルの復活公演、定岡正二とにしきのあきらをターゲットにした「全落」の中継、Every Little Thingによる「Time goes by」の生演奏が披露された。石橋は登場の際、マイクに向かい、島田紳助の引退会見（この年8月に行われた）での発言をパロディして「自分の中ではセーフだと思っていたんですが、50歳にして引退を決意しました」と発言した（これに対し、有吉と矢作が「やめなさい!」と怒った）。

### 宜保タカ子心霊バスツアー2011 史上最恐!季節外れのガチ肝試し
2011年12月8日放送。石橋扮する宜保タカ子と、木梨扮するみのりもんた、おぎやはぎとゲストの仲間由紀恵と瀬戸朝香、加藤綾子が、真夜中の廃校で肝試し（ドッキリ）を行う。宜保は別室のゴール地点でモニタリングしドッキリの指示を行った。

### ずん飯尾ドッキリ結婚披露宴
2013年3月28日放送。2012年に当番組内の企画で、11年間の交際を続けた後に破局した相手にプロポーズをする企画が行われ、結婚に至った。番組は本人に内緒で結婚披露宴まで用意した。豪華な芸能人が出席する中、ビートたけしもサプライズ出演し、たけし色満載の祝辞を発表した。最後はとんねるずが「祝辞の代わりに」と自身のアルバム『市川と宮嶋』に収録されている「律子に乾杯」を披露し、一部の歌詞を変えて歌った。

### 通好み!80年代ソコキタ紅白歌合戦
2013年12月19日放送。『NHK紅白歌合戦』のパロディ企画として、1980年代の思わず「ソコキタ」と言ってしまう数多くの名曲を持ち歌のアーティストが出場して紅組と白組に分かれて競いながら披露する。司会は伊藤利尋と加藤綾子が務めた。ソコキタ紅白実行委員長を番組プロデューサーの太田八平（本名は太田一平だがフジテレビの「8」にかけて八平）が務めて、企画自体は1回目だが2回目の設定で優勝旗返還・開会宣言が行われた。中間発表では紅組150点・白組29点となり、紅組がリード。結果発表は紅組110点・白組300点となり、白組の優勝を果たした。出場アーティストと披露曲は下記通り。
| 紅組 | 紅組           | 紅組 | 紅組               | 白組 | 白組           | 白組 | 白組             |
| 曲順 | アーティスト名 | 回   | 楽曲               | 曲順 | アーティスト名 | 回   | 楽曲             |
| ---- | -------------- | ---- | ------------------ | ---- | -------------- | ---- | ---------------- |
| 2    | 早見優         | 初   | 夏色のナンシー     | 1    | 風見しんご     | 初   | 僕笑っちゃいます |
| 4    | 伊藤つかさ     | 初   | 少女人形           | 3    | 渋谷哲平       | 初   | Deep             |
| 5    | 堀ちえみ       | 初   | 夕暮れ気分         | 6    | 竹本孝之       | 初   | てれてZin Zin    |
| 7    | 松本伊代       | 初   | TVの国からキラキラ | 8    | とんねるず     | 8    | 一気!            |

### 木曜ミステリー飯店
2014年2月27日放送。「カーナビに入れてもたどり着けない中華料理店」や「理容室を抜けないと入れない家庭料理店」などの巷で都市伝説が噂されているお店を訪れる。そして、お店の謎を追求したり、オススメ料理を食べたりする。この企画では石橋チームと木梨チームの二手に分かれて行う。

### 妖怪 売り切れを食べに行く
2014年8月28日放送。出演者全員が妖怪に扮してすぐに売り切れるお店を巡る。すぐに売り切れるということで時間との勝負のため企画が終始急いだり、売れ残りが人数分足りなく食べられない人も続出した。

### 光浦靖子・いとうあさこ ガチお見合い企画 とんねるずさん私たち幸せになります
2015年10月29日放送。過去の「石橋温泉」でお見合いをしてみたいと言っていたオアシズの光浦靖子といとうあさこが、予め番組で募集をかけていた一般男性を対象にガチのお見合いを行った。とんねるずはサポート側を務めた。しかし、最終的に2人共結ばれることはなく企画は終了した。

### 放送888回記念 みなさん衝撃映像! 爆笑888(ハハハ)スペシャル
2016年5月12日放送。『おかげでした』のみで放送回数が888回（フジテレビの「8」をかけて）を記念して、これまでの『おかげでした』の19年の歴史で、「食わず嫌い王決定戦」、「モジモジくん」、「きたなトラン」、「男気ジャンケン」などの各コーナーの名場面や野猿・矢島美容室といった番組から誕生した音楽ユニットの軌跡のVTR映像を一挙に振り返りながら、スタジオで思い出トークや裏話を展開した。準レギュラーのバナナマンやおぎやはぎを含めて、ゲストに長澤まさみ、松田翔太、満島真之介が出演した。

### 30周年だもんでタモリたけしと祝っちゃうぞ!! ついでにみやぞんの新居にも行っとく!?SP
2017年9月28日放送。番組30周年を記念としたスペシャルで、2014年に放送が終了した『笑っていいとも!』のスタジオが完全に再現され、ゲストとしてタモリや笑福亭鶴瓶が招かれたほか、石橋扮する保毛尾田保毛男、木梨扮するノリ子、ビートたけしの3人による銀座旅、みやぞんの自宅訪問などが放送された。

### とんねるず大反省会
2018年2月8日放送。同年3月の番組終了を前に、番組の各コーナーの常連出演者（芸人・モデル・アナウンサー・スタッフ・一般人）が一堂に会して総出演して、これまでの番組の30年の歴史でとんねるずに酷い仕打ちをされてきた不平不満のクレームを上下関係を無視して本音で暴露する特別企画。